# Historia Japonii
Historia Japonii jest wypadkową własnej polityki izolacji tego kraju oraz wpływów zewnętrznych – Chin i Zachodu. Oddalenie geograficzne i dobrowolne zamknięcie się od świata w okresie Edo doprowadziły do niezależnego rozwoju o oryginalnych cechach, a przejmowanie przez stulecia elementów cywilizacji chińskiej i następnie otwarcie na Zachód, wymuszone w 1854 roku, doprowadziły Japonię do pozycji pierwszej azjatyckiej potęgi przemysłowej. Wynikająca z tego siła doprowadziła do planu szerokiej ekspansji w regionie Azji Wschodniej i Pacyfiku, co zakończyło się klęską podczas II wojny światowej i okupacją wojsk amerykańskich.
Obecnie Japonia jest jednym z czołowych państw świata pod względem rozwoju nauki, nowoczesnych technologii i przemysłu, zachowującym jednocześnie odmienność własnych tradycji historycznych i realizującym pokojową politykę międzynarodową i demokratyczny system społeczny wewnątrz kraju.

## Wstęp
Najwcześniejsze znane ceramiki powstały w okresie Jōmon. Pierwsza znana pisemna wzmianka o Japonii zawarta jest w chińskiej Księdze Hanów pochodzącej z I wieku naszej ery. Główne kulturowe i religijne wpływy pochodziły z Chin.
Pierwsza stała stolica została założona w okresie Nara w 710 roku n.e. Miasto Heijō-kyō stało się centrum sztuki, religii i kultury buddyjskiej. Rodzina cesarska datuje swoje początki na 660 rok p.n.e., gdy na tronie zasiadł cesarz Jimmu.
Do roku 1550 władza polityczna została podzielona na kilkaset jednostek lokalnych, czyli domen (han) kontrolowanych przez daimyō (panów feudalnych), z których każdy miał do dyspozycji własne oddziały samurajów.
W 1603 roku, w wyniku zwycięstwa w wojnie domowej, do władzy w Japonii doszedł ród Tokugawa. Kolejni jego członkowie sprawowali rządy jako sioguni przez 250 lat. Był to okres pokoju, znacznego rozwoju rzemiosła, handlu i sztuki, rozbudowywały się miasta.
W 1868 roku rozpoczął się okres Meiji. Obalono siogunat i przywrócono realną władzę cesarza. Japonia otworzyła się na świat, przyjęła liczne wzorce zachodnie i przekształciła się w światową potęgę. Ekspansję militarną rozpoczęła od wojny z Chinami (1894–1895) i następnie z Rosją (1904–1905). W 1932 roku utworzyła marionetkowe państwo Mandżukuo i prowadziła ponownie wojnę z Chinami (1937–1945) oraz walki graniczne z ZSRR (1938–1939). W 1941 roku zaatakowała Stany Zjednoczone, ale została pokonana w wojnie na Pacyfiku przez Stany Zjednoczone i Wielką Brytanię.
Po wojnie, okupowana przez USA i pozbawiona zdobyczy terytorialnych, Japonia przekształciła się w pokojowe, demokratyczne państwo. Po 1950 roku kraj osiągnął bardzo wysokie tempo wzrostu gospodarczego i stał się światową potęgą gospodarczą, zwłaszcza w produkcji samochodów i elektroniki. Od lat dziewięćdziesiątych poważnym problemem jest stagnacja gospodarcza.

## Najdawniejsi mieszkańcy
Badacze nie potrafią jednoznacznie określić, kiedy na terenach Japonii pojawili się pierwsi ludzie. Najczęściej przyjmuje się, że jest to 200 tysięcy lat. Najstarsze szczątki ludzkie mają około 30 tysięcy lat. Tereny te zamieszkiwały ludy zbieraczy i łowców. Głównym pożywieniem były dziki, jelenie, a także orzechy i jagody. Grupy zamieszkujące wyspy w okresie paleolitu liczyły od 20 do 150 osób. Miały charakter pokoleniowy i koczowniczy. Siedziby ludzkie były budowane na otwartych przestrzeniach.
Dotychczas uważano, że najdawniejszy szkielet został wykopany w Minatogawa, w jaskini w południowej części wyspy Okinawa. Według oceny badaczy, liczy on około 17 tysięcy lat. Jednakże w 2017 roku Okinawa Buried Cultural Property Investigation Center poinformowało, że znaleziono ludzkie kości z epoki górnego paleolitu w jaskini Shiraho Saonetabaru na wyspie Ishigaki. Archeolodzy stwierdzili, że odkryto szczątki 19 szkieletów. Potwierdzono, że jeden z nich ma około 27 000 lat, co czyni go najstarszym szczątkiem ludzkim odkrytym w Japonii.

## Okres Jōmon (13000 r. p.n.e. – 400 r. p.n.e.)
Około 13 tysięcy lat p.n.e. pojawiły się pierwsze i najstarsze na świecie naczynia ceramiczne. Ich odkrycie wyznacza początek okresu Jōmon, czyli kultury wzoru sznurowego. W okresie Jōmon od 5000 lat p.n.e. upowszechnił się osiadły tryb życia. Grupy rozrastały się tworząc społeczności plemienne. Na zachodzie kraju była prowadzona prymitywna gospodarka. Na polach oraz bagnach uprawiano pachnotkę zwyczajną i chwastnicę jednostronną.

## Okres Yayoi (400 r.p.n.e. – ok. 250 r.n.e.)
Około 400 r.p.n.e. do Japonii dotarli przybysze z kontynentu różniący się cechami fizycznymi oraz kulturą. Okres migracji był ściśle związany z ryżem, który w tym okresie był stosowany na większą skalę. Pierwsza wzmianka na temat Japonii pochodzi z chińskiej kroniki Han Shu. Japonia była określana jako kraj Wa.

## Okres Yamato (lata 250–710)
Historia Japonii rozpoczęła się od kształtowania się państwa w okresie Kofun, kiedy powstała w Yamato (obecna prefektura Nara) federacja plemienna stopniowo rozszerzająca kontrolę nad innymi rodami. W ciągu V i VI w. wykształcił się centralny ośrodek władzy – dwór cesarski, ustabilizowała się dynastia cesarska, kontynuowana w linii męskiej (kobiety z rodu cesarskiego też mogły obejmować tron) do dziś. W połowie VI w. kręgi dworskie zapoznały się z buddyzmem. Jednocześnie z nowymi ideami przybyli z kontynentu do Japonii wykształceni mnisi, rzemieślnicy, a wraz z nimi nowe techniki i technologie. Początkowo wpływ buddyzmu był ograniczony, doprowadził jednak do ostrych konfliktów wśród starszyzny rodowej. W 587 r., w wyniku walki zbrojnej, zwyciężyło stronnictwo popierające buddyzm z rodem Soga na czele. Ród ten, m.in. dzięki sukcesom gospodarczym oraz mariażom swoich kobiet z władcami, zdominował scenę polityczną.
W 645 przewrót pałacowy (taika-no kaishin, ‘przewrót wielkiej zmiany’) zakończył dominację rodu Soga. Jego przywódcy: książę następca tronu Naka no Ōe oraz Kamatari z rodu Nakatomi, zapoczątkowali reformy zmierzające do obalenia autonomii rodów i wprowadzenia absolutnej władzy cesarskiej. Ziemia miała być własnością cesarza, który wydzielał z niej działki uprawne. Podatki z przydziałów były przeznaczone na utrzymanie rodziny cesarskiej, dworu i administracji. Reformy trwały kilkadziesiąt lat ze względu na trudności natury zewnętrznej (wojna z koreańskim państwem Silla) i wewnętrzne (opór niektórych wielkich rodów, walki z Ajnami na północy kraju).
Dzieło Naka no Ōe, który objął tron w 668 jako cesarz Tenji, kontynuował jego brat cesarz Temmu, a po nim cesarzowa Jitō. Ukoronowaniem ich działalności było ogłoszenie w 702 kodeksu ery Taihō. Uważa się, że od tego czasu Japonia stała się scentralizowanym państwem opartym na normach prawnych (ritsuryō-kokka).

## Okres Nara (710 – 794)

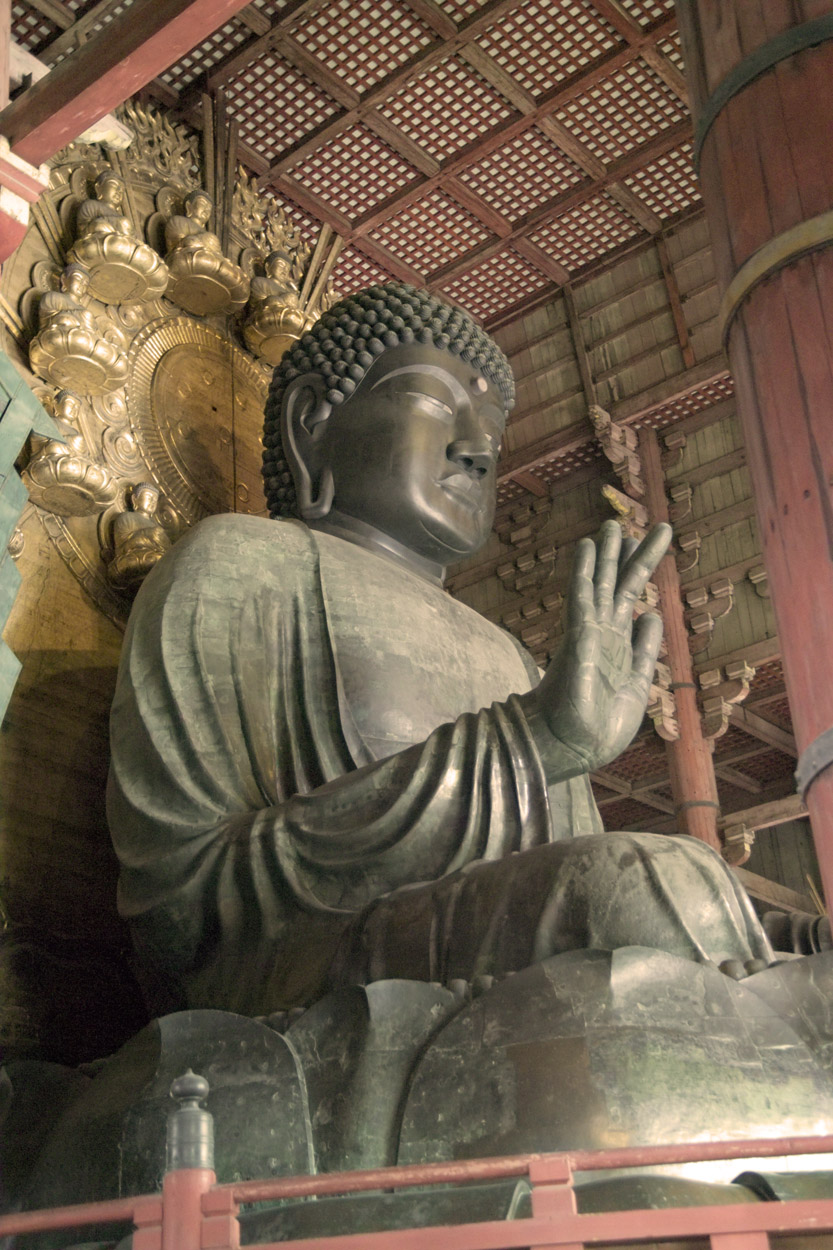
Posąg Buddy w Tōdai-ji w Nara

W 710 dwór i administracja przeniosły się do nowej stolicy o nazwie Heijō-kyō. Jednym z najważniejszych zadań władzy było wprowadzenie przepisów kodeksu w taki sposób, aby nie wywołać zamieszek. Przejście od ustroju rodowego do absolutnych rządów cesarskich i ukształtowanie nowych organów władzy wymagało zabiegów dyplomatycznych i organizacyjnych. Kodeks ery Taihō, wzorowany na chińskim ustawodawstwie, wprowadzał instytucje i obyczaje, jakich w Japonii dotychczas nie było. Zarządzanie krajem miało odbywać się przez organy administracji centralnej i prowincjonalnej. Najważniejszym organem stała się Wielka Rada Stanu (Daijō-kan lub Dajō-kan), składająca się z ministrów (daijin), radców cesarskich, kontrolerów i archiwariuszy. Najwyższą pozycję zajmował pierwszy minister (daijō-daijin). Jego powoływanie jednak nie było konieczne. Zawsze byli mianowani ministrowie: lewej strony (sadaijin) i prawej strony (udaijin). Sprawowali oni nadzór nad 8 resortami (po 4 każdy). Sprawami związanymi z shintō zajmował się, cieszący się nieco mniejszym autorytetem, Urząd ds. Kultu (Jingi-kan).
W prowincjach najwyższą władzę sprawowali gubernatorzy (kokushi, kami) i zarządcy powiatowi (gunji). Wsie podzielono na jednostki równe 50 domostwom. Na ich czele stali sołtysi (sato-osa), odpowiedzialni za pilnowanie spisów ludności, przydzielanie ziemi, ściąganie podatków.
Podatki do skarbu państwa płynęły z publicznych ziem (kokugaryō). Z czasem jednak coraz liczniejsze nadania ziem z immunitetem fiskalnym (za urzędy i rangi dworskie, za zasługi, jako szczególne wyróżnienie, darowizny dla świątyń) zaczęły uszczuplać wpływy skarbu państwa. Aby zapełnić luki budżetowe, rząd podnosił podatki. Wielu chłopów, aby uniknąć nadmiernych obciążeń, uciekało do prowincji, gdzie nie docierał poborca podatkowy. Pustoszały więc niektóre ziemie. Ten proces stopniowo nasilał się, prowadząc do osłabienia władzy cesarskiej.
Okres Nara jest zwany stuleciem kobiet, gdyż z 7 panujących wówczas władców 4 były kobietami. Zwany jest również rządami buddyzmu, ponieważ buddyjska żarliwość kilkorga władców doprowadziła do rozkwitu buddyjskich instytucji, a kler osiągnął wielkie (niekiedy destrukcyjne) wpływy na ośrodek władzy. Stało się to jedną z przyczyn przeniesienia w 784 stolicy do Nagaoki. W Japonii utrwalił się prymat arystokracji dworskiej. W okresie Nara najsilniej w całych dziejach Japonii zaznaczyły się chińskie (także koreańskie) wpływy na dworze i wśród arystokracji, co przyczyniło się m.in. do rozkwitu architektury i sztuki sakralnej.

## Okres Heian (794 – 1185)

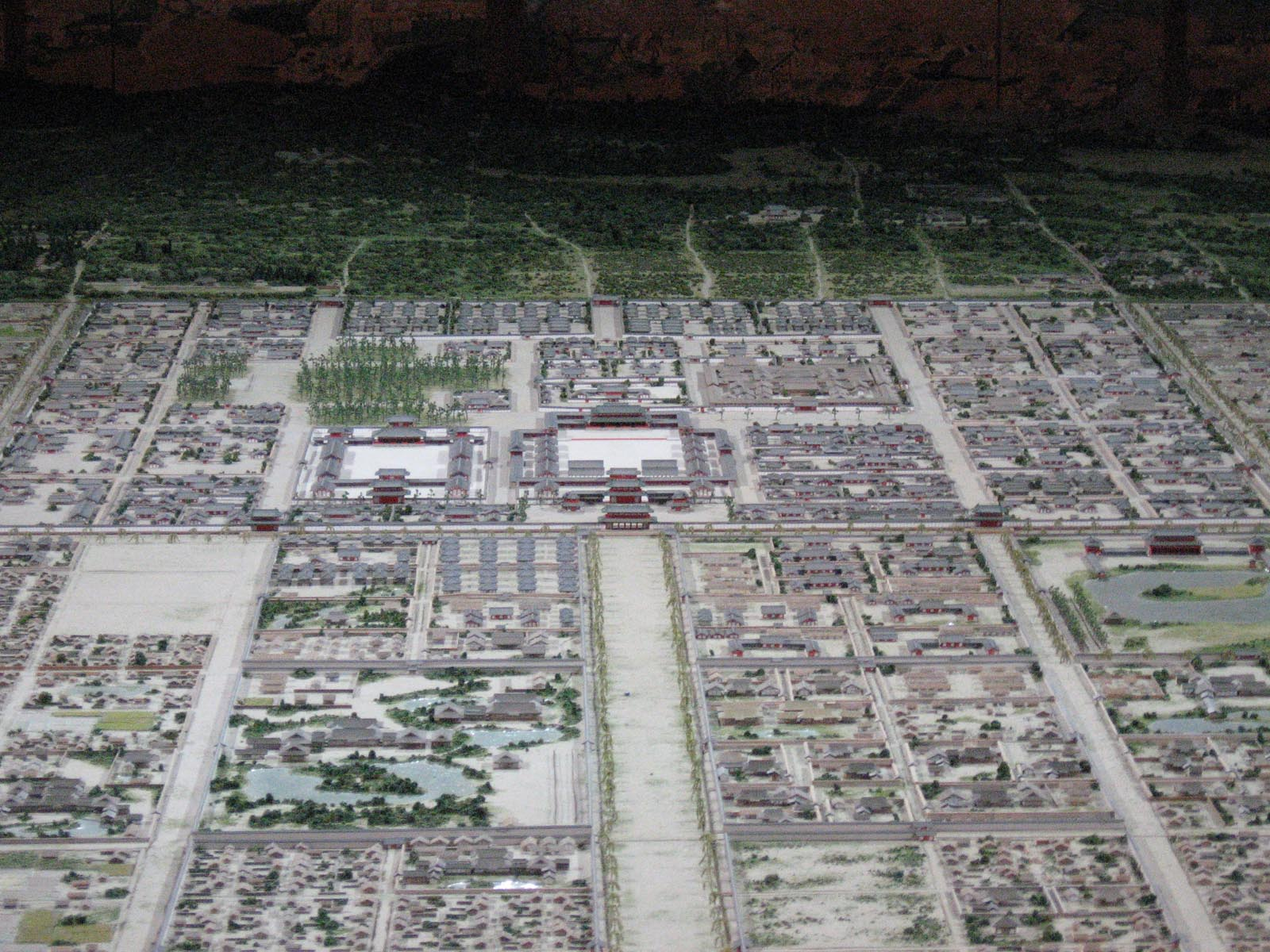
Heian-kyō

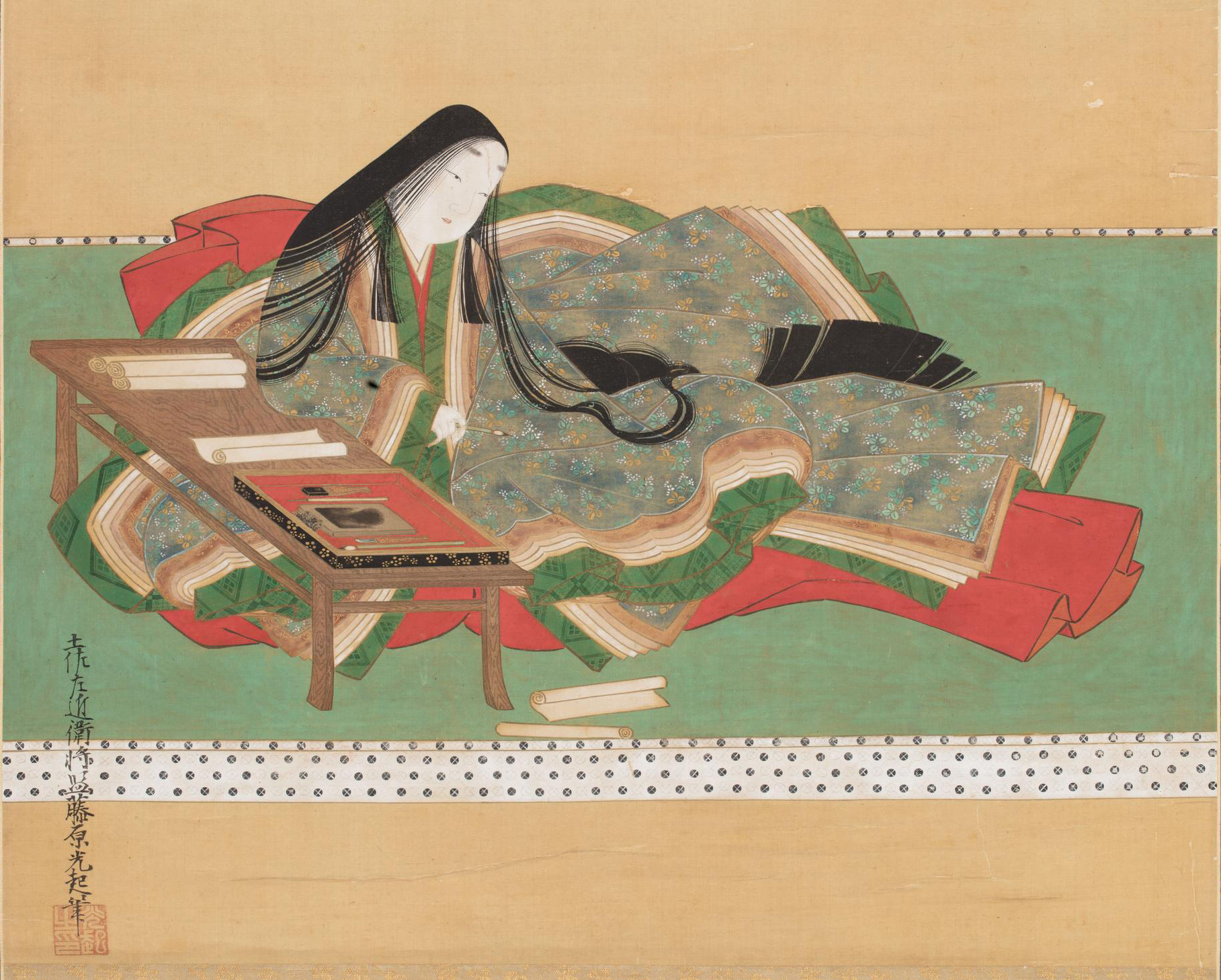
Murasaki Shikibu, autorka Genji monogatari na obrazie malarza z XVII w., Mitsuoki Tosa

W 794 r. ośrodek władzy cesarskiej został przeniesiony z Nagaoka-kyō do nowo zbudowanej stolicy o nazwie Heian-kyō. Instytucje, które powstały w okresie Nara funkcjonowały nadal, ale stawało się coraz bardziej widoczne, że formy władzy, wzorowane na chińskich, nie przystają do japońskiej rzeczywistości. W kodeksowych urzędach zapanował bezład. Obok już istniejących powoływano więc pozakodeksowe, co powodowało stały rozrost aparatu urzędniczego utrzymywanego z podatków.
Mnożenie się ziem z immunitetem fiskalnym sprawiało, że chłopi, szukając ulg podatkowych, przyłączali swoje działki do takich posiadłości na zasadzie komendacji. W rezultacie powstawały wielkie posiadłości wyłączone z puli państwowej (shōen), a więc nie przynoszące dochodu skarbowi państwa. Posiadaczami największych i najbogatszych shōen stały się z czasem buddyjskie klasztory i świątynie oraz chramy shintoistyczne, a także wielkie rody arystokracji dworskiej (np. Fujiwara).
Dzięki potędze ekonomicznej oraz więzom powinowactwa z domem cesarskim, Fujiwarowie zdobyli dominację na dworze i w administracji. Od IX w. zaczęła się kształtować nowa forma rządów o nazwie sekkan-seiji („rządy regentów i kanclerzy”). Fujiwarowie, dziadkowie po kądzieli panującego, pełnili funkcje regentów (sesshō), dopóki cesarze byli niepełnoletni, a także kanclerzy (kampaku) – przy dorosłych władcach. Pełniąc te funkcje, nie pozwalali cesarzom podejmować samodzielnych decyzji. Dojście do władzy cesarza Go-Sanjō (panował w latach 1059–1062), nie zrodzonego przez córkę z rodu Fujiwarów, zachwiało dominacją rodu. Ostateczne jej osłabienie nastąpiło w XI w., kiedy zaczęła wyrastać ekonomiczna potęga cesarzy po abdykacji. Powstał system insei, który tłumaczony jest jako „rządy cesarzy po abdykacji” lub „rządy z klasztoru”, gdyż tam właśnie byli cesarze znajdowali schronienie.
Panujący cesarze nie mogli uczestniczyć w rywalizacji o zdobywanie ziemi, ponieważ zgodnie z założeniem ustrojowym byli właścicielami wszystkich ziem, a wielkie posiadłości powstawały teoretycznie za ich przyzwoleniem. Cesarz, który abdykował, stawał się osobą prywatną i mógł powiększać swój prywatny majątek. Od schyłku XI w. majątki byłych cesarzy rosły. Abdykacje stały się coraz częstsze, oprócz dworu panującego funkcjonował dwór lub dwory (do pięciu) „cesarzy insei”. System osłabł u schyłku XII w. w czasie wielkich wstrząsów politycznych, które naruszyły, a następnie zburzyły stary porządek.
Okres Heian był najdłuższym w historii Japonii okresem względnego pokoju (400 lat). Sporadyczne bunty wybuchały daleko od stolicy i były tłumione przez siły lokalne. Od połowy okresu prowincje stały się widownią zaciekłych walk o ziemię i majątki. Przy bezsilności kodeksowych władz cywilnych, lokalni posiadacze musieli zbrojnie chronić swoje dobra lub zbrojnie je poszerzać. Prowincje się militaryzowały. Zaczęły powstawać ugrupowania oparte na systemie wasalnym bushidan („zespoły wojowników”, „ugrupowania zbrojne”). Przystępowali do nich drobni posiadacze, szukając oparcia u potężniejszych opiekunów. Były to zaczątki kształtowania się i krzepnięcia klasy wojowników (samurajów). Najsilniejsze ugrupowania powstały pod egidą rodów Minamoto i Taira. Ich przedstawiciele pojawiali się w stolicy, gdzie byli angażowani przez dwór panującego i dwory cesarzy po abdykacji. W 1156 r. w stolicy doszło do zbrojnych zamieszek (Hōgen-no ran, „zamieszki ery Hōgen”). Powodem były spory wokół kwestii następstwa tronu. W dwóch antagonistycznych stronnictwach (panującego Go-Shirakawy i Sutoku po abdykacji) znaleźli się przedstawiciele rodów Minamoto i Taira. Zwyciężyło stronnictwo Go-Shirakawy, którego oddziałami dowodził Kiyomori Taira. Jego kariera dworska wzbudziła zawiść pomijanego w awansach Yoshitomo Minamoto, co doprowadziło do następnego wybuchu. W styczniu 1160 r. doszło do walk armii rodów Minamoto i Taira. Minamotowie ponieśli druzgocącą klęskę i ród Taira wszedł w okres świetności. W 1167 r. Kiyomori został pierwszym ministrem. Wysokie stanowiska w rządzie i w prowincjach powierzał swoim synom i licznym krewnym. Syn jego córki, Antoku, która została żoną panującego władcy, w 1180 został cesarzem (w wieku 2 lat).
Dyktatorskie rządy Kiyomoriego trwały do 1180 r., kiedy do wojny z Tairami przystąpił Yoritomo Minamoto. Wywiązała się, trwająca 5 lat, wojna obu klanów zwana Gempei-kassen. Stopniowo przewagę zdobywał Yoritomo. W 1183 r. dwór, uciekając przed zagrażającą stolicy armią, skrył się na Sikoku, a następnie na wyspie Hiko-shima (wyspa na południowym krańcu miasta Shimononseki). W zatoce Dan-no-ura (1185) rozegrała się ostatnia bitwa zwaśnionych stron. Ród Taira poniósł klęskę, a nieletni cesarz Antoku utonął w morzu.
W rezultacie wojny Gempei skończył się prymat arystokracji dworskiej, nastąpił okres panowania wojowników.

## Okres Kamakura (1185 – 1333)

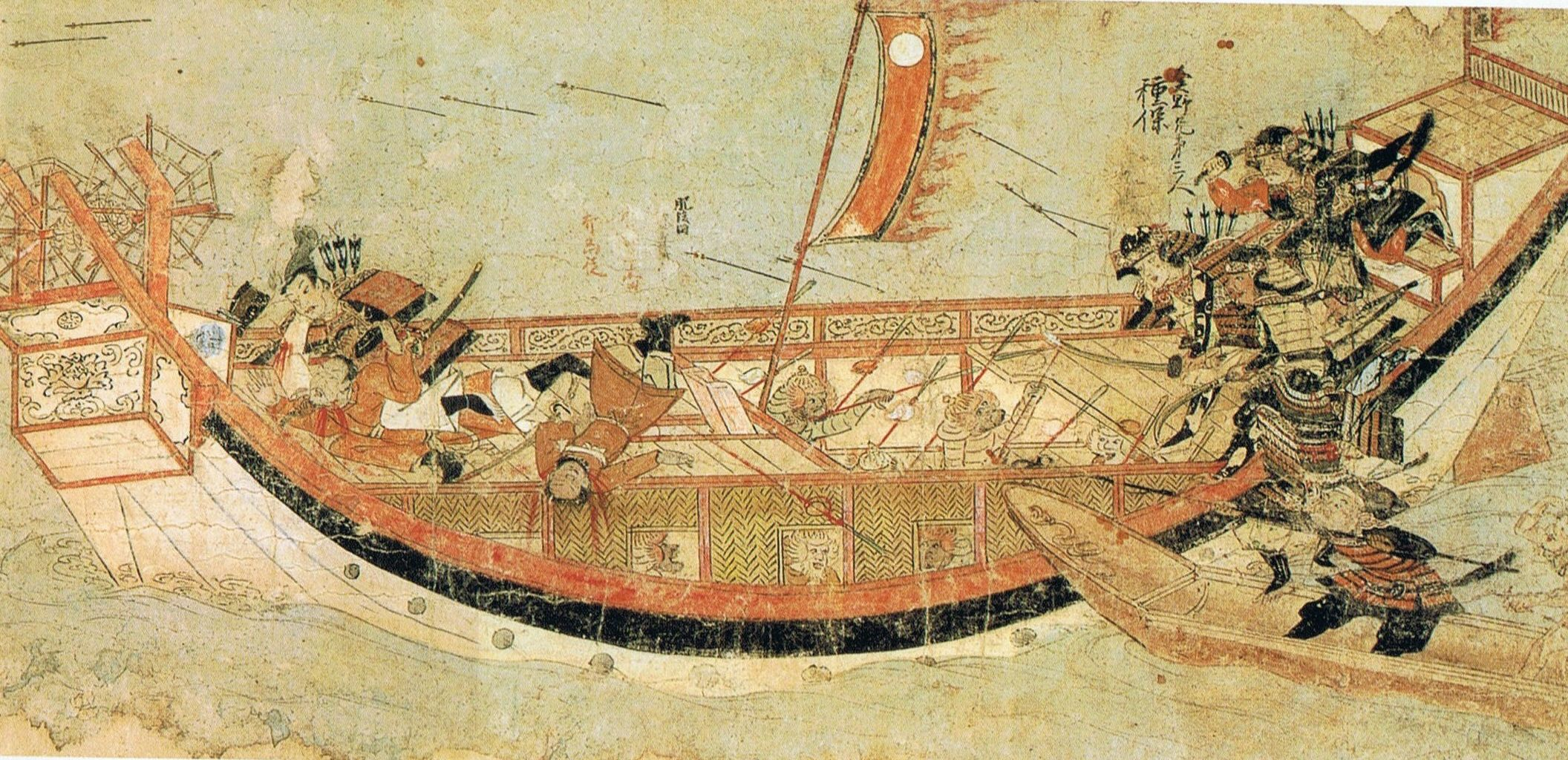
Inwazja Mongołów na Japonię

Yoritomo Minamoto stał się twórcą nowego porządku – bakufu („rządy spod namiotu”). Od początku wojny, działając poza tradycyjnymi strukturami władzy, budował strukturę opartą na wasalach i przyciągał wojowników nadaniami (ziemi, urzędów, funkcji wojskowych). Osiadł w Kamakurze, gdzie ustanowił główną kwaterę armii. Walki na terenie całego kraju prowadzili bracia przyrodni: Yoshitsune i Noriyori, wuj Yuki’ie i kuzyn Yoshinaka Kiso.
W 1192 r. Yoritomo został siogunem. Jego aparat administracyjny był w zasadzie uformowany. Wszystkie funkcje pełnili wasale rodu (gokenin), zarówno w Kamakurze, jak i w prowincjach, dokąd byli wysyłani jako gubernatorzy wojskowi (shugo) lub komisarze majątków ziemskich (jitō). Teoretycznie działali obok tradycyjnie powoływanych władz cywilnych, które jednak stopniowo ulegały atrofii i nie one, lecz wojskowi sprawowali faktyczne rządy.
Trwał dualizm władzy, a wojownicy, nie zawsze legalnie, umacniali swoje pozycje. Z linii Minamoto siogunami byli synowie Yoritomo: Yoriie (1182– 1204) i Sanetomo (1192–1219). Na nich linia wygasła, ale bakufu pozostało żywotne. Następni siogunowie, choć nie pochodzili z rodu Minamoto, funkcjonowali jako zwierzchnicy sieci wasalnej Kamakury. Po rozgrywkach w łonie bakufu, dominującą pozycję zdobyli przedstawiciele rodu Hōjō, pełniący najwyższe funkcje w administracji z tytułem shikken ['regent']. Wprowadzili rodową dyktaturę, rozciągając ją na wszystkie ogniwa władzy samurajów. W 1221 były cesarz Go-Toba (panował 1183–1198) rzucił armię przeciw bakufu (Jōkyū-no ran, zamieszki ery Jōkyū). Jego klęska wzmocniła bakufu i ostatecznie zachwiała autorytetem tronu.
Do XIII w. władza bakufu pod rządami Hōjō okrzepła. Do ich upadku przyczyniły się najazdy mongolskie w latach 1274 i 1281. Z obu Japonia wyszła zwycięsko, ale bakufu zostało osłabione kosztami wojen, a samuraje natarczywie domagali się wynagrodzenia za trudy w walkach. Sytuacja stawała się coraz bardziej napięta. W 1318 tron objął Go-Daigo, który latami spiskował przeciwko bakufu. Spisek wydał się i Go-Daigo w 1331 został pojmany i zesłany na wyspę Oki. Uciekł po kilku miesiącach i ukrył się na wybrzeżu Honsiu. W kraju rozgorzała wojna pomiędzy bakufu a ugrupowaniami procesarskimi. W 1333 jeden z czołowych dowódców bakufu, Takauji Ashikaga, przeszedł na stronę cesarską i skutecznie zaatakował stołeczny garnizon bakufu. Wkrótce padła też Kamakura. Ostatni shikken Hōjō i kilkuset wojowników popełniło samobójstwo. Do Kioto tryumfalnie wrócił Go-Daigo. Usiłował wprowadzić reformy, których celem było przywrócenie absolutnej władzy cesarskiej i pozycji arystokracji dworskiej. Po 150 latach prymatu wojowników okazało się to jednak nierealne i doprowadziło do zamieszek. Takauji Ashikaga wystąpił przeciwko cesarzowi. Po walkach, prowadzonych ze zmiennym szczęściem, Go-Daigo ze swoimi stronnikami w 1336 uciekł w góry Yoshino. Tam dał początek tzw. dynastii południowej (Nanchō). W Kioto Takauji osadził na tronie Kōmyō, który zapoczątkował dynastię północną (Hokuchō). Podział na te dwie dynastie trwał do 1392 roku. W 1338 Takauji uzyskał od Kōmyō tytuł i uprawnienia sioguna, otwierając okres nowych rządów zwany Muromachi-Ashikaga, a także Ashikaga-bakufu lub Muromachi-bakufu (od nazwy rezydencji tego rodu w Kioto).

## Okres Muromachi (1333 – 1573)

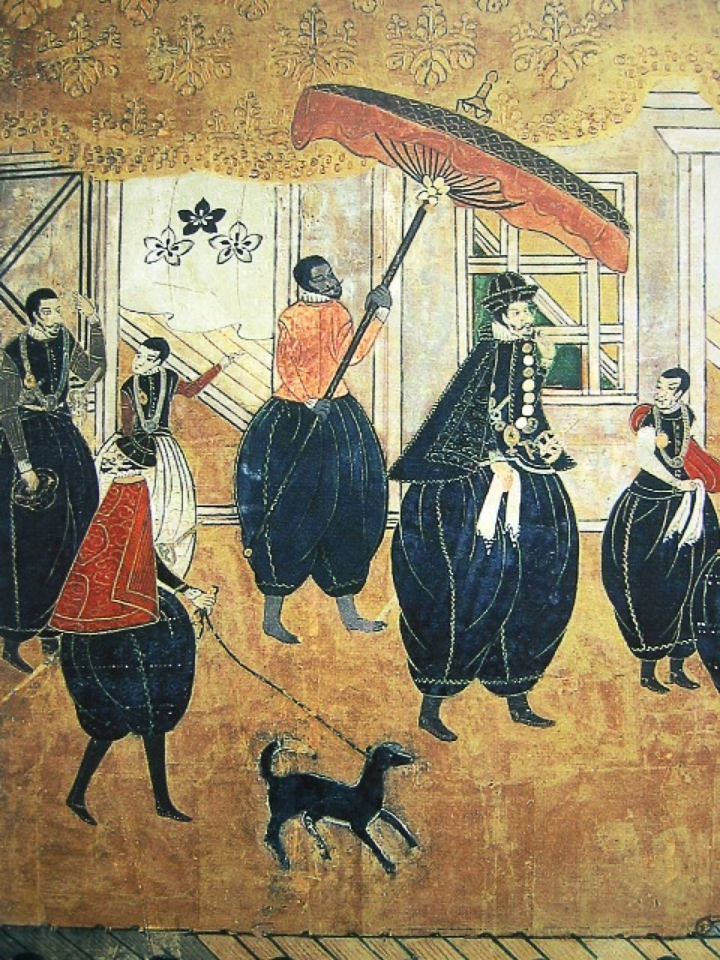
Portugalczycy w Japonii

Nowa struktura zachowała podział na organy centralne i prowincjonalne. Urzędy centralne wykazywały względną stabilność, ale w prowincjach ciągle następowały przesunięcia. W prowincjach mieli działać wojskowi gubernatorzy (shugo) rekrutujący się spośród wasali domu Ashikaga (fudai-hikan). Niektórzy zasiadali na powierzonych im terenach i tworzyli sieci własnych zależności wasalnych, często przy tym sprzeniewierzając się władzy sioguna.
Oprócz funkcji wojskowych, przejęli też funkcje dotychczasowych urzędników cywilnych; nazywa się ich shugo-daimyō. Wielu z nich przenosiło się do Kioto, aby być blisko centrum władzy. W prowincji zostawiali pełnomocników (shugodai), ci zaś często nie byli lojalni i zdobywali własne majątki, nie dbając o interesy suzerena. Z czasem objawiły się 2 płaszczyzny rozgrywek: shugo zwalczali się lub tworzyli alianse na terenie Kioto, podczas gdy shugodai rugowali suzerenów z ich własnych prowincji i rozszerzali zdobycze na ziemie sąsiadów. Te procesy, zwane od końca XIII w. gekokujō (obalanie wyższych przez niższych), trwały do drugiej połowy XVI w.
Jednocześnie słabła władza centralna. Hegemonia Ashikagów była krucha, bo opierała się na sojuszach ze skłóconymi shugo. W całym kraju powstawały autonomiczne rejony pod władaniem shugo lub shugodai. Był to przedostatni etap kształtowania się rozwiniętej formy feudalizmu. Gospodarka typu shōen zanikła, gdyż po reformach cesarza Go-Daigo i późniejszych zamieszkach dużo wielkich posiadłości rodu cesarskiego i arystokracji dostało się w ręce wojowników. Natomiast pozostali shugo przywłaszczali je sobie pod różnymi pozorami. Posiadaczom shōenów opłaciło się oddawać je na własność wojownikom, a samemu zadowalać się opłatami.
Okres Muromachi dzieli się na trzy podokresy: formatywny (rządy pierwszych trzech siogunów), rozkwitu (od 3. do 6. sioguna), upadku (od 7. do 15. sioguna). Ostatecznym ciosem dla autorytetu bakufu była wojna, zwana wojną ery Ōnin (Ōnin-no ran), której powodem były spory w rodzie sioguna, w które wmieszały się wielkie rody Hosokawa i Yamana. Wojna toczyła się w Kioto przez 11 lat (1467–1477) i zostawiła stolicę w ruinie. Zakończyła się z powodu wyczerpania sił uczestników konfliktu. Odtąd Ashikagowie nie byli w stanie przeciwstawiać się gwałtom i zbrojnym napaściom. Ostatni siogun z tego rodu, Yoshiaki Ashikaga, objął urząd w 1568 r., wprowadzony do stolicy przez wojownika Nobunagę Odę. Gdy Yoshiaki popadł w konflikt z Nobunagą w 1573 r. został wygnany z Kioto. Tę datę uważa się za koniec okresu Muromachi.
W tym okresie nastąpił rozwój miast i – mimo wojen domowych – także wielu dziedzin kultury i sztuki (m.in.: malarstwa tuszowego, kaligrafii, sztuki komponowania ogrodów, widowisk teatralnych, ikebany, ceremonii herbacianej).

## Okres Azuchi-Momoyama (1573 – 1600)

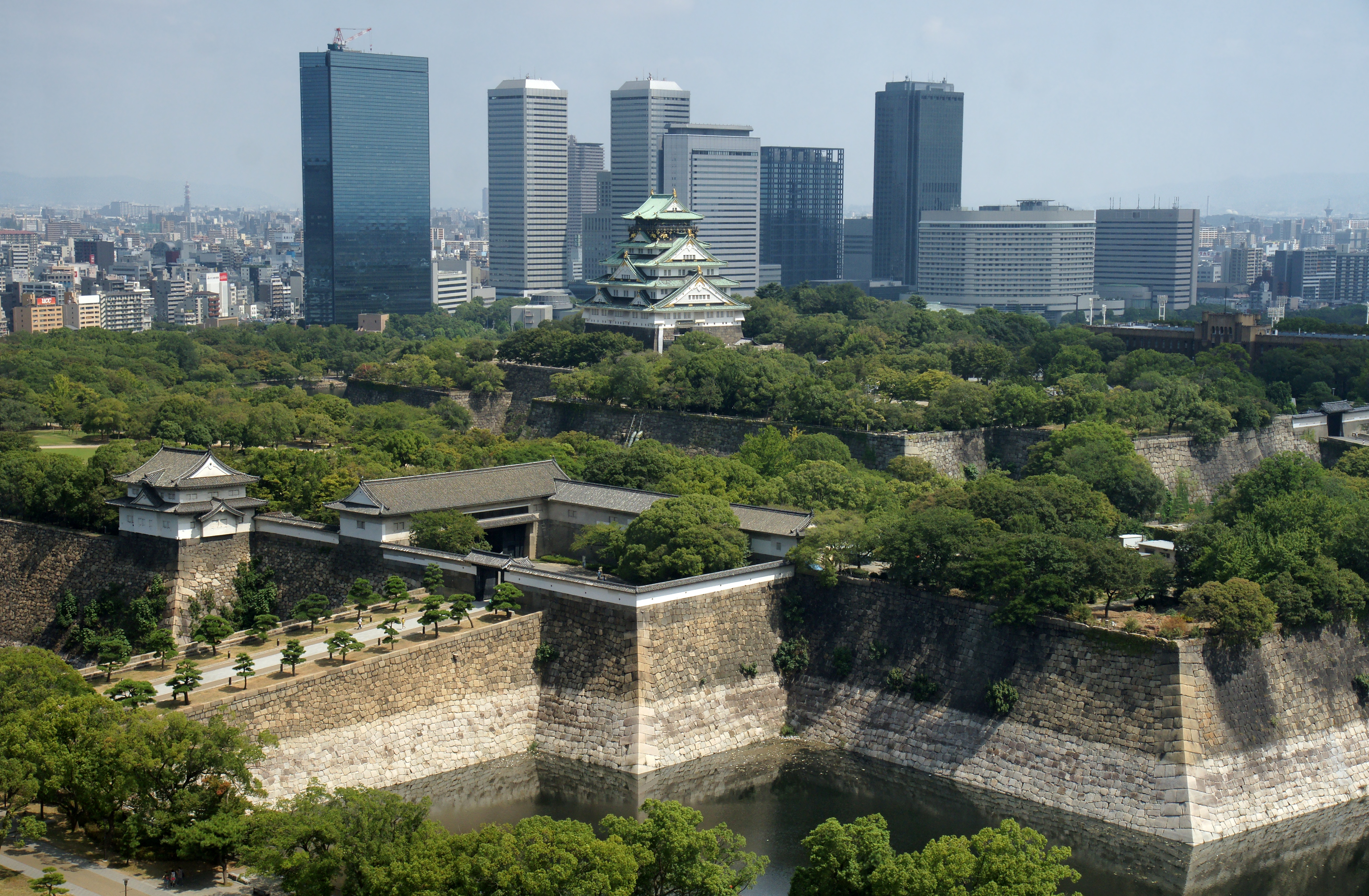
Zamek Ōsaka

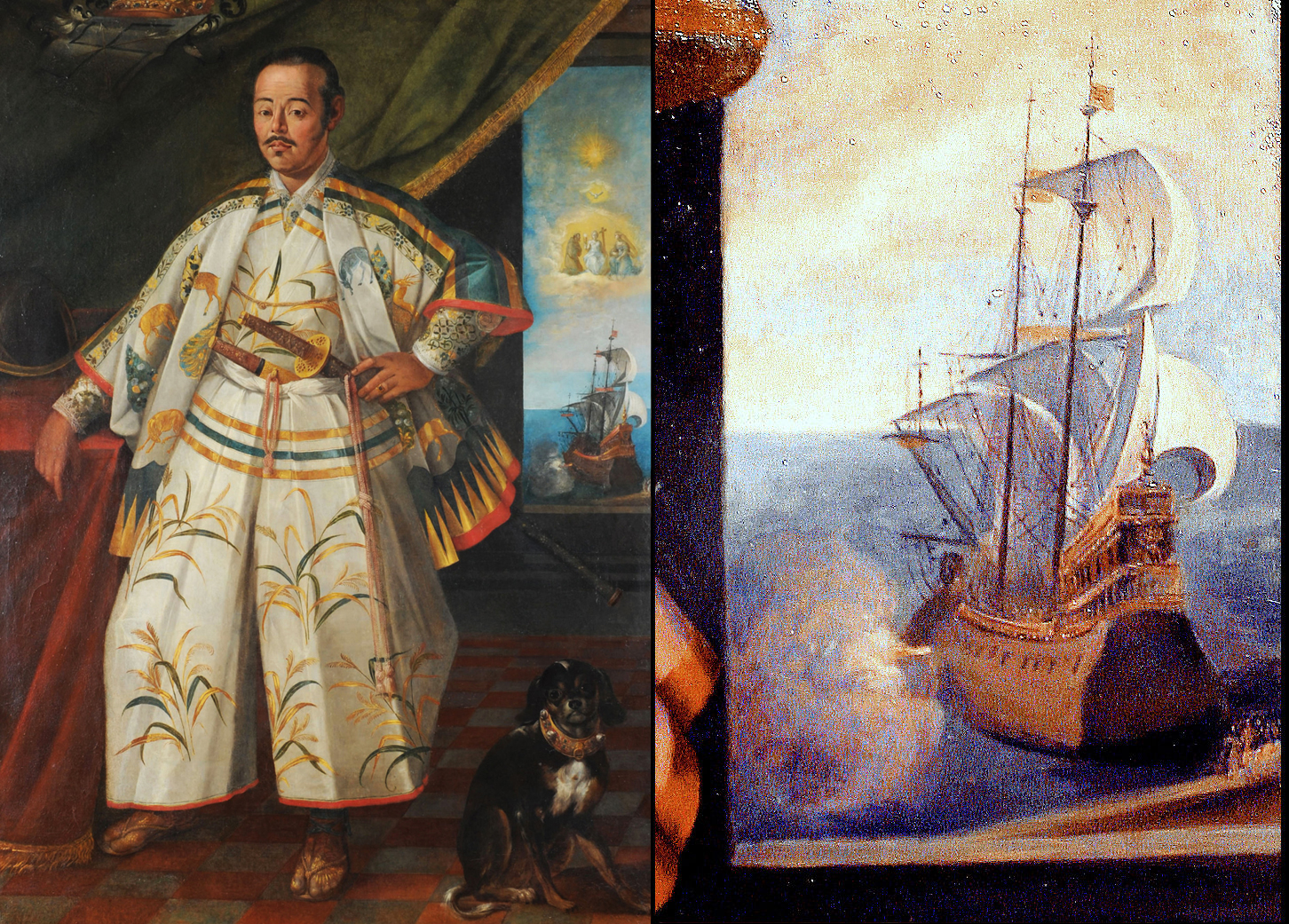
Tsunenaga Hasekura

Czasy od wojny Ōnin nazywa się Sengoku-jidai. W rezultacie procesów gekokujō (niżsi rządzą wyższymi, maluczcy wielkimi) upadały wielkie rody, ich miejsce zajmowały małe rody. W prowincji Owari wydźwignął się ród Oda. Jego przedstawiciel, Nobunaga, w 1560 odniósł zwycięstwo nad atakującym go potężnym daimyō Yoshimoto Imagawą w bitwie od Okehazamą. Odtąd przystąpił do umacniania się we własnej prowincji, a następnie do coraz dalszych podbojów. Kolejne 20 lat spędził na ciągłych walkach, stopniowo poszerzając terytorialne zdobycze i trzymając w karbach zarówno wojowników, jak i gminy. Do końca swojego życia podporządkował sobie 20 strategicznie położonych centralnych prowincji. Zginął śmiercią samobójczą osaczony przez armię zdrajcy Mitsuhide Akechi. Nobunaga jako pierwszy rozpoczął proces jednoczenia Japonii. W podporządkowanych prowincjach prowadził spisy ziemi, stosował też tzw. katanagari (polowania na miecze) celem rozbrojenia chłopów i nie poddających się jego władzy zbrojnych ugrupowań religijnych. Niszczył wielkie klasztory buddyjskie, ale utrzymywał dobre stosunki z chrześcijańskimi misjonarzami, którzy zaczęli napływać do Japonii w połowie XVI wieku.
Proces jednoczenia Japonii kontynuował Hideyoshi Toyotomi, najwybitniejszy dowódca, zawsze lojalny wobec Nobunagi. Walcząc dla niego, dorobił się fortuny i statusu daimyō. Po śmierci Nobunagi stał się czołową postacią na scenie politycznej. W 1583-1589 podbił większość kraju, z wyjątkiem rejonu Kantō, gdzie władzę sprawował ród Hōjō. W 1590 przystąpił do oblężenia twierdzy Odawara, która poddała się po 3 miesiącach. Z upadkiem Odawary i końcem rodu Hōjō cała Japonia poddała się dyktatorskiej władzy Hideyoshiego, który obdzielał ziemią (oddając jej część wasalom jako lenna), arbitralnie przenosił ludzi z miejsca na miejsce, dbając, aby osoby niepewne były otoczone przez zaufanych. Swego najpotężniejszego rywala, Ieyasu Tokugawę, przeniósł z prowincji centralnych do Kantō. Władzę absolutną rozciągnął na daimyō, ale zostawił im autonomię zarządzania ich dobrami. W całym kraju prowadził spisy ludności i ziemi, a także tzw. polowania na miecze. Od tej pory tylko samuraje mieli prawo nosić oręż. Chłopi zostali przypisani do ziemi, samuraje zaś musieli się zdeklarować: czy zostają w swoich dobrach, tracąc pozycję samuraja, czy też porzucają ziemię i idą na służbę do swego suzerena i przenoszą się do miasta podzamkowego.
W 1592 r. i latach 1597–1598 Hideyoshi pokusił się o podbój Korei. Obie próby zakończyły się niepowodzeniem, a w czasie drugiej wyprawy Hideyoshi zmarł w Momoyamie. Przed śmiercią powołał pięciu najpotężniejszych daimyō (go-tairō) (Pięciu Starszych) jako rodzaj rady regencyjnej, której zadaniem było opiekowanie się jego synem, Hideyorim, oraz zapewnienie mu nieuszczuplonej schedy po ojcu. Członkami rady byli: Ieyasu Tokugawa, Toshi’ie Maeda, Hideie Ukita, Terumoto Mōri, Kagekatsu Uesugi. Hideyoshi przyzwał też swoją wcześniej powołaną radę administracyjną (go-bugyō) i nakazał członkom obu organów wymienić przysięgi na wierność. Rada składała się z mniej zamożnych, ale zaufanych daimyō. Byli to: Nagamasa Asano, Gen’i Maeda, Masaie Natsuka (Nagatsuka), Mitsunari Ishida i Nagamori Mashita (Masuda).
Wkrótce po śmierci Hideyoshiego zaczęły nabrzmiewać konflikty między 10 wybranymi opiekunami. Tłem konfliktów były osobiste zawiści oraz poglądy polityczne (m.in. stosunek do inwazji w Korei). Szczególne zamieszanie wprowadzał Mitsunari Ishida, który żywił obsesyjną nienawiść do Ieyasu i nie szczędził wysiłków, aby podburzyć przeciwko niemu innych daimyō. Kagekatsu Uesugi dążył również do wyeliminowania Ieyasu. Z Osaki, gdzie rezydowała rada, wycofał się do swojej prowincji. W ciągu kilku miesięcy rada go-tairō zmniejszyła się do 3 osób, wśród których Ieyasu pod każdym względem nie miał sobie równego.
Na przełomie lat 1599/1600 utworzyły się dwa ośrodki skupiające przeciwników Ieyasu: Ōmi, gdzie działał Mitsunari, oraz Aizu pod władaniem Kagekatsu. Hasłem obu gromadzonych armii była obrona interesów domu Toyotomi. W 6. miesiącu 1600 r. Ieyasu ruszył ze swoją armią (50 tys. wojowników) w kierunku Aizu. Korzystając z tego, Mitsunari na czele armii zwanej seigun (armia zachodnia) zaatakował zamek Ieyasu w Fushimi. Na wieść o tym Ieyasu ze wszystkimi swoimi oddziałami tōgun (armia wschodnia) zawrócił do prowincji centralnych. Mitsunari po zdobyciu Fushimi wszedł do Osaki, aby stamtąd od początku 9. miesiąca szykować się do czołowego starcia z tōgun. Ieyasu ustawił swoje oddziały na pozycjach naprzeciw seigun.
Przełomowa w dziejach Japonii bitwa pod Sekigaharą rozpoczęła się 15. dnia 9. miesiąca 1600 (21 października 1600 r.). Gdy zwycięstwo chyliło się na stronę seigun, wchodzące w jego skład oddziały Kobayakawy przeszły na stronę tōgun. To zadecydowało o wyniku starcia. Armia Mitsunariego została zdziesiątkowana i rozproszona. Zwycięstwo militarne Ieyasu obrócił w trwałą hegemonię rodu Tokugawa.

## Okres Edo (1600 – 1868)

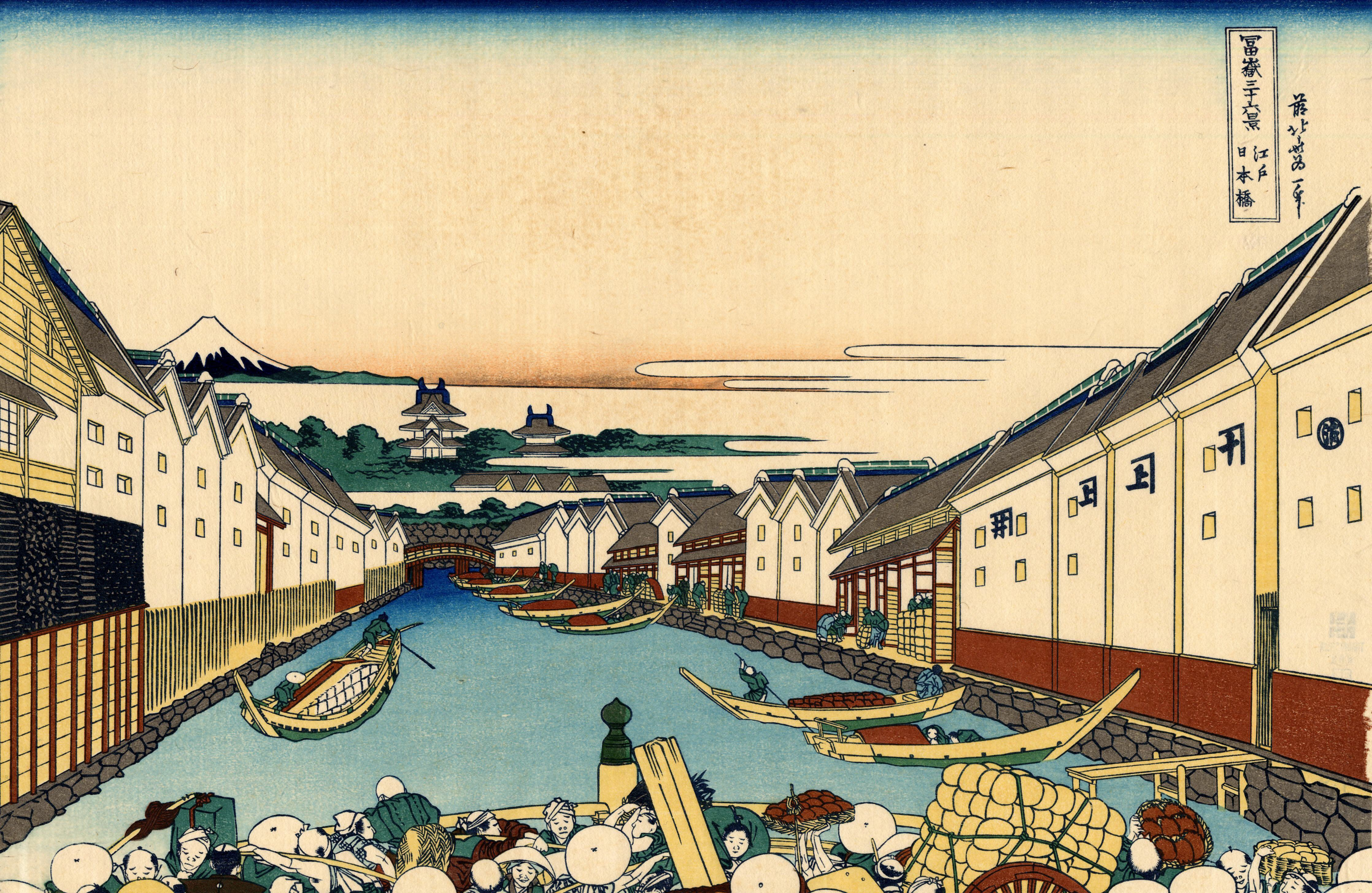
Hokusai Katsushika (1760-1849), Edo, Nihonbashi

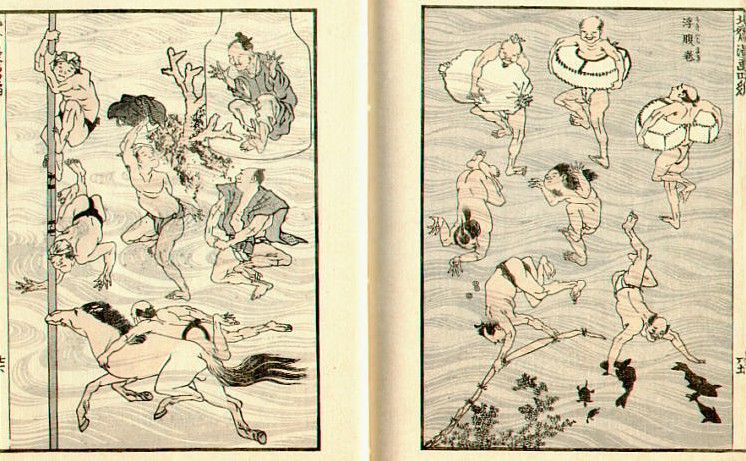
Hokusai Katsushika, Manga

Dejima, Nagasaki, ok. 1836

Kiyonaga Torii (1752-1815), XVIII-wieczna łaźnia dla kobiet (onna-yu)

System władzy stworzony przez Ieyasu Tokugawę ustabilizował się w połowie XVII w. Ośrodkiem władzy było Edo (obecnie Tokio). Ieyasu przeprowadził konfiskaty i redystrybucję ziemskich własności daimyō, którzy dzielili się na: dziedzicznych wasali (fudai-daimyō), sojuszników Tokugawy sprzed bitwy pod Sekigaharą i zewnętrznych panów (tozama-daimyō), dotychczasowych przeciwników. Ograniczył też prawa i majątek dworu cesarskiego i arystokracji dworskiej, zachowując pozory autorytetu władzy nadrzędnej cesarza.
System polityczny okresu Edo, zwany bakuhan, opierał się na bakufu, ośrodku centralnym i autonomicznych księstwach feudalnych (han; w poł. XVII w. było ich ok. 250), których właściciele-daimyō byli wasalami sioguna. Siogun stał na czele centralnego ośrodka władzy i jemu podlegali wszyscy urzędnicy na szczeblu centralnym i prowincjonalnym.
Kontroli daimyō służyło tzw. zmienne uczestnictwo w służbie (system sankin-kōtai; od 1635). Musieli oni spędzać tyle samo czasu (przeważnie rok) w Edo, co w hanie. W okresie Edo liczba ludności wzrosła z ok. 18 mln do 27 mln. Wprowadzono rygorystyczny podział na 4 warstwy społeczne: samurajów (10–20% całej ludności), chłopów (ok. 80%), rzemieślników i artystów oraz kupców. Poza podziałem znalazł się dwór cesarski z arystokracją dworską, mnisi oraz tzw. nieludzie (hinin, m.in. eta).
Podstawą gospodarki miało być rolnictwo, wspierane przez handel. Na początku XVIII w. nastąpił jednak kryzys japońskiej wsi (obciążenia fiskalne ze strony bakufu i domen, klęski żywiołowe, głód, a także szybki rozwój miast i wzrost popytu miejskich konsumentów).
Na początku okresu Edo Japończycy prowadzili handel z państwami Azji (m.in.: Tonkin i Annam, Syjam, Birma, Kambodża, Tajwan, Filipiny) oraz z Europejczykami przebywającymi w Japonii (Portugalczycy, Hiszpanie, od 1609 Holendrzy, od 1613 Anglicy). Jednak obawa o przetrwanie rządów Tokugawów, spowodowana ingerencją w życie Japończyków rywalizujących o wpływy Portugalczyków i Hiszpanów (również misjonarzy), doprowadziła do prześladowań chrześcijan (pierwsza egzekucja 1622). Po krwawo stłumionym w Shimabarze (Kiusiu) buncie chłopów (przełom 1637/1638), którym broń dostarczyli Portugalczycy, Japonia weszła w okres izolacji (sakoku). Jedynymi Europejczykami w Japonii pozostali Holendrzy (tylko na sztucznej wyspie Dejima, u wybrzeża Nagasaki). Izolacja pogłębiła kryzys gospodarczy, którego przyczyną był też podział społeczeństwa, hamujący naturalne procesy rozwoju i powodujący ubożenie społeczeństwa.
Kryzys spotęgowało zagrożenie z zewnątrz na przełomie XVIII/XIX w., wynikające ze wzrostu zainteresowania Japonią ze strony cudzoziemców: Rosjan, Brytyjczyków, Amerykanów. Ostatecznie w 1854 na skutek działań komandora M.C. Perry’ego, dowódcy eskadry amerykańskich okrętów, Japonia zaczęła otwierać swoje granice. Podpisała traktat o przyjaźni z USA (m.in. otworzyła porty), a następnie z: Wielką Brytanią, Rosją (1855) Holandią (1856). W 1858 zawarła traktaty handlowe z: USA (m.in. prawo eksterytorialności), Wielką Brytanią, Rosją, Holandią, Francją, Portugalią (1860), Prusami (1861).
Nasiliło to nastroje antycudzoziemskie. Powstał ruch sonnō-jōi („czcić cesarza, wypędzić barbarzyńców”), na którego czele stanęli samuraje (średnia warstwa) z hanów: Satsuma (m.in. Takamori Saigō, Toshimichi Ōkubo), Chōshū (Hirobumi Itō, Aritomo Yamagata), Tosa (Taisuke Itagaki) i Hizen (Shigenobu Ōkuma, Shimpei Etō).
Ostatecznie Japończycy uznali przewagę cudzoziemców, ruch antycudzoziemski osłabł, nasilił się ruch pro-cesarski, skierowany przeciwko bakufu sonnō-tōbaku („czcić cesarza, obalić siogunat”). Pod koniec 1867 ostatni siogun z rodu Tokugawa, Yoshinobu (1866-68), zrezygnował ze stanowiska. Na początku 1868 zniesiono urząd sioguna, kończąc tym samym ostatnie rządy wojskowych w Japonii. Nastąpiła restauracja władzy cesarza.
Długi okres pokoju i stabilizacji wpłynął korzystnie na rozwój działalności intelektualnej i sztuki. Rozwijały się konfucjanizm i neokonfucjanizm, umacniające istniejący porządek polityczno-społeczny. W XVII w. zaczęła działać tzw. szkoła narodowa (kokugaku; Mitsukuni Tokugawa), opowiadająca się za powrotem do japońskich wartości narodowych, w tym także czystego shintō. Badano japońską literaturę klasyczną i historię. Na początku XVIII w. rozwinęła się tzw. nauka holenderska (rangaku), obejmująca różne dziedziny wiedzy „Zachodu”.

## Okres Meiji (1868 – 1912)

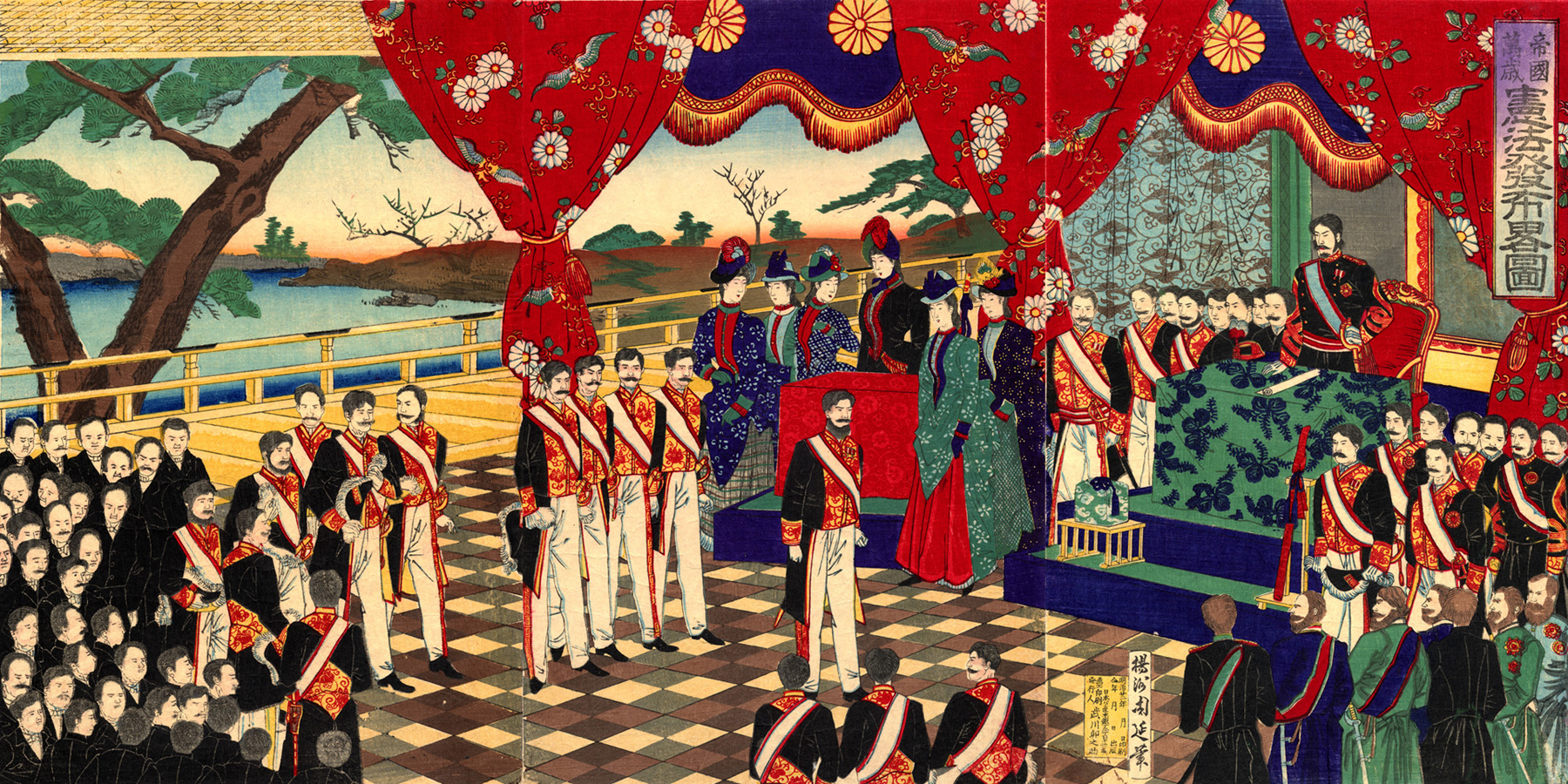
Proklamowanie konstytucji Meiji (29 listopada 1890)

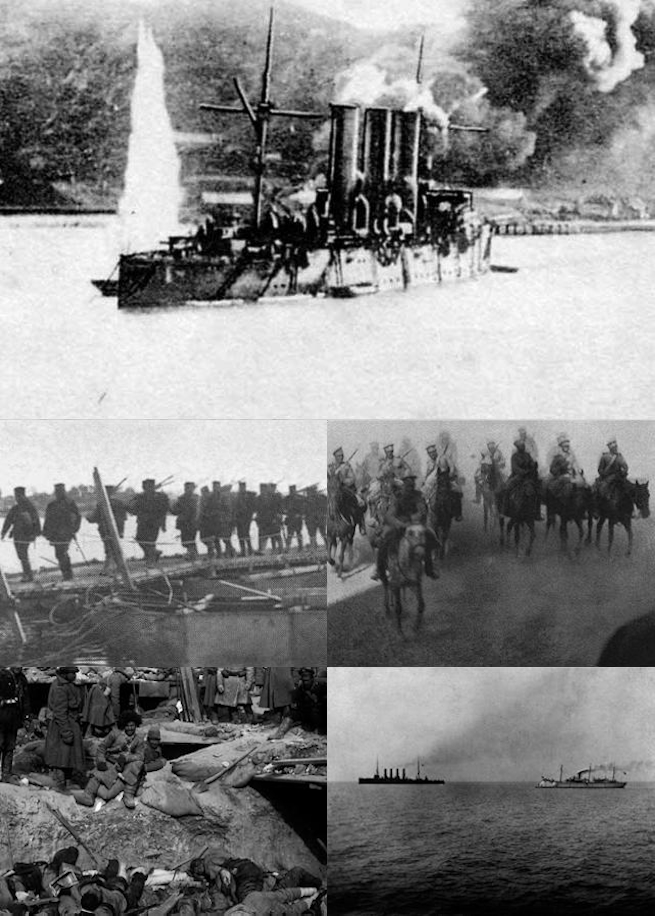
Wojna rosyjsko-japońska (8 lutego 1904 do 5 września 1905)

Obejmuje lata panowania cesarza Mutsuhito (przyjęto zasadę dożywotniego panowania, nazwa ery stała się odtąd imieniem pośmiertnym cesarza). Edo przemianowano na Tokio, które po przeprowadzce cesarza z Kioto (1869) stało się oficjalną stolicą Japonii.
W 1868 r. rozpoczął się proces gwałtownych zmian i modernizacji na wzór zachodni, zw. restauracją Meiji. Głównymi celami było zlikwidowanie feudalizmu, centralizacja władzy wokół cesarza i przeprowadzenie reform, usuwających zacofanie Japonii wobec świata. Faktycznie państwem zaczęła rządzić oligarchia, czyli młodzi samuraje, aktywni uczestnicy wydarzeń związanych z obaleniem siogunatu. Centralnym organem rządowym stała się Wielka Rada Stanu (Dajōkan lub Daijōkan), sprawująca kontrolę nad instytucjami ustawodawczymi, wykonawczymi i sądowniczymi. Po wielu zmianach jej struktury, w 1885 powstał nowoczesny system gabinetowy. Pierwszym premierem został Hirobumi Itō.
W 1871 r. zniesiono domeny (han) i ustanowiono prefektury (72, później 43 i 3 miasta wydzielone). Następnie przystąpiono do realizacji hasła: fukoku-kyōhei („bogaty kraj, silna armia”). Konieczna była poprawa sytuacji gospodarczej. W 1873 r. zreformowano system finansowy i przeprowadzono reformę podatków od ziemi. Zmieniono strukturę gospodarki, przekształcając Japonię ze słabego kraju rolniczego w szybko rozwijający się kraj przemysłowy (przemysł maszynowy, stoczniowy, włókienniczy). Stworzono ogólnonarodową, nowoczesną armię z poboru (1873; Aritomo Yamagata). Wprowadzono nowy podział społeczny na: arystokrację (dawni daimyō i kuge), szlachtę (dawni samuraje i urzędnicy bakufu) oraz gmin (chłopi, mieszczanie oraz tzw. nieludzie). Zmodernizowano liczne dziedziny życia. W 1873 r. wprowadzono kalendarz gregoriański i cofnięto wszystkie antycudzoziemskie zarządzenia. Rząd dążył do unowocześnienia kraju i dostosowania obcych kulturowo wzorów do japońskich realiów i tradycji. Dzięki temu zlikwidowano zacofanie i zachowano narodową tożsamość.
Zmiana systemu politycznego i społecznego doprowadziła do niezadowolenia samurajów i rozłamu w rządzie (1872). Doszło do wystąpień zbrojnych, tłumionych przez armię rządową (m.in. seinan-sensō, „wojna na południowym zachodzie”, w 1887) oraz do powstania ruchu na rzecz swobód i praw obywatelskich (jiyū-minken-undō), zainicjowanego przez Taisuke Itagakiego. Domagano się demokratyzacji życia politycznego, opracowania konstytucji itp. W 1889 r. ogłoszono Konstytucję Wielkiego Cesarstwa Japonii, która formalnie przekształciła kraj w nowoczesną monarchię konstytucyjną.
Zadbano także o interesy Japonii na arenie międzynarodowej, ochronę jej suwerenności oraz doprowadzono do uzyskania przez nią statusu mocarstwa na Dalekim Wschodzie. Najważniejszym problemem była rewizja nierównoprawnych traktatów z połowy XIX wieku. Nieudaną próbę podjęto już 1871, w trakcie pierwszej oficjalnej misji rządowej do Stanów Zjednoczonych i Europy, na której czele stał Tomomi Iwakura. Ostatecznie nastąpiło to dopiero w latach 1894–1899. Wcześniej Japonia zawarła równoprawny układ z Chinami (1871), uzyskała od Rosji Kuryle w zamian za Sachalin (1875), przejęła wyspy Ryūkyū (prefektura Okinawa). Różnica zdań na temat Korei doprowadziła do starć zbrojnych z Chinami (1894–1895), które pokonane, przekazały Japonii m.in.: półwysep Liaotung, Tajwan i Peskadory. Zmuszona do zwrotu półwyspu Liaotung, który przejęła Rosja, Japonia wypowiedziała jej, zwycięską w rezultacie, wojnę (1904–1905), i w wyniku której stała się mocarstwem na Dalekim Wschodzie. Rosja uznała niezależność Korei i szczególne w niej interesy Japonii, scedowała na nią swe prawa do półwyspu Liaotung i Kolei Południowomandżurskiej oraz południowej części Sachalinu.
W czasie wojny doszło do nieoficjalnych kontaktów władz japońskich, którym zależało na osłabieniu armii rosyjskiej, z przedstawicielami Polski, dążącymi do wykorzystania wojny dla dobra Polski. W 1904 Józef Piłsudski i Roman Dmowski odwiedzili Japonię.

## Okres Taishō (1912 – 1926)

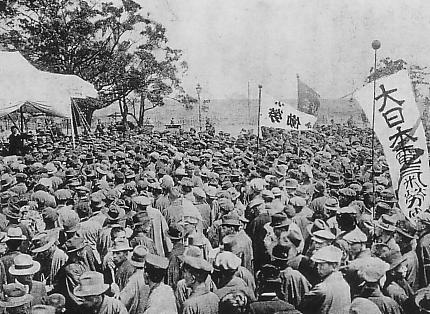
Pierwsze Święto Pracy w Japonii (1920)

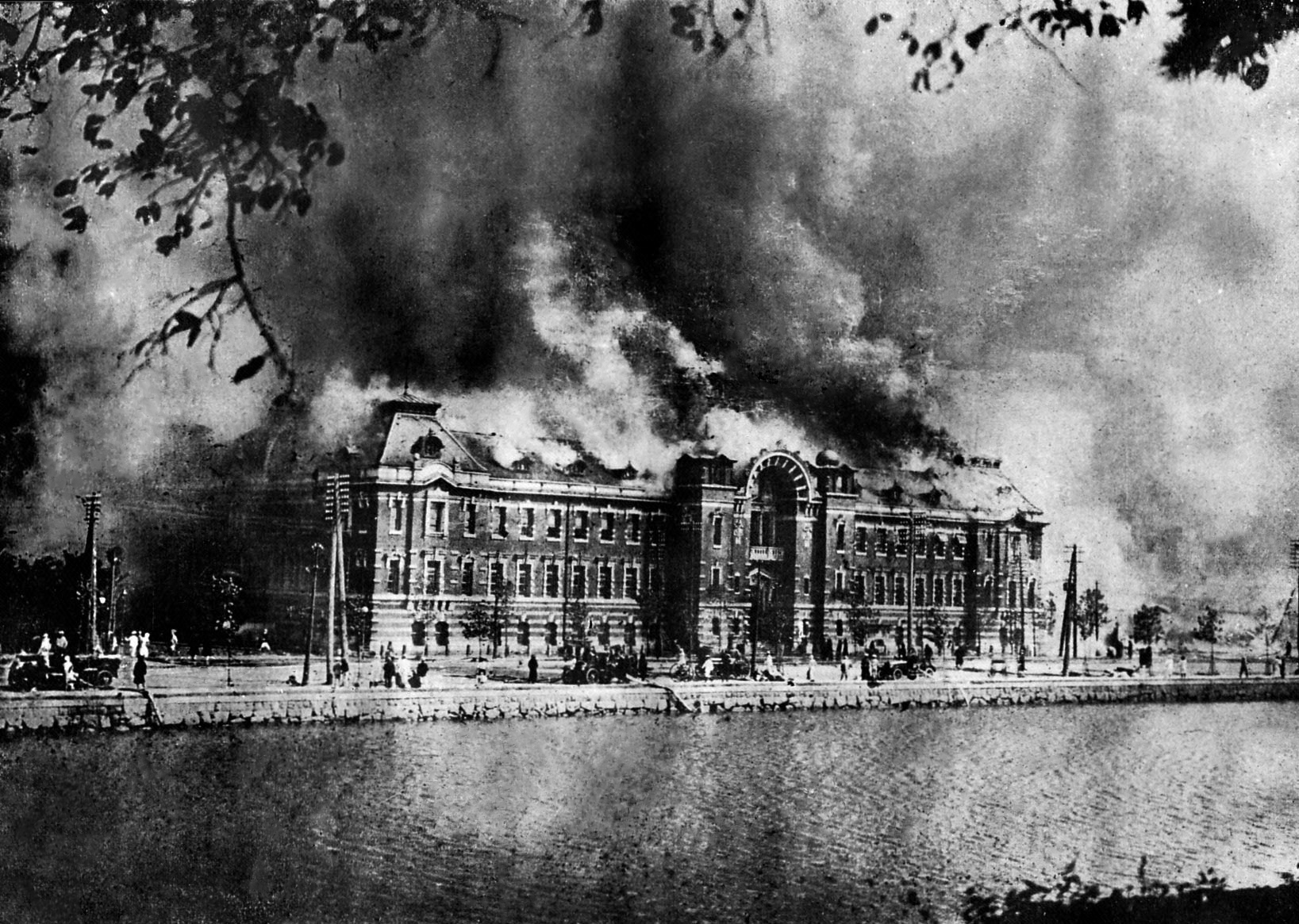
Trzęsienie ziemi w Tokio (1923)

Był to okres panowania cesarza Yoshihito (Taishō). Ze względu jednak na jego zły stan zdrowia, od 1921 r. był on reprezentowany przez regenta-następcę tronu Hirohito. W czasie tym wzrósł poziom uprzemysłowienia, oświaty, świadomości społecznej i uczestnictwa obywateli w życiu politycznym. Pojawiły się liczne organizacje: prawicowe, nacjonalistyczne, liberalne, lewicowe, socjalistyczne i komunistyczne. Oligarchię Meiji stopniowo zastępowali w rządach członkowie zachowawczych partii politycznych (głównie Seiyūkai i Kenseikai), wojskowi (gunbatsu), kręgi finansowe (zaibatsu). W 1918 r. powstał pierwszy w Japonii rząd partyjny z Takashim Harą, pierwszym „premierem z ludu”. Rządy partyjne (1918–1922, 1924–1932) nie były jeszcze demokratyczne, sprawowały je głównie partie Seiyūkai i Kenseikai, a z powodu ograniczonego prawa wyborczego o składzie parlamentu decydował układ sił politycznych.
Reformy okresu Meiji oraz I wojna światowa przyczyniły się do szybkiego rozwoju przemysłu: ciężkiego (hutnictwo, budowa okrętów), energetycznego, włókienniczego, a więc do wzrostu produkcji przemysłowej i zatrudnienia. W czasie wojny, dzięki nieobecności mocarstw na rynkach dalekowschodnich, znacznie wzrósł eksport japoński (głównie surowy jedwab i wyroby bawełniane). Powrót zachodnich mocarstw na rynki po wojnie, stał się w Japonii przyczyną recesji, którą dodatkowo pogłębiło wielkie trzęsienie ziemi w regionie Kanto (1 września 1923). Rosło niezadowolenie społeczeństwa, powstały związki zawodowe, dochodziło do strajków, demonstracji, rozruchów ludności. Narastał problem agrarny. Domagano się też demokratyzacji życia, zwłaszcza powszechnego prawa wyborczego, które wprowadzono w 1925. Prawo wyborcze (do izby niższej) uzyskali wszyscy mężczyźni powyżej 25 lat. W tym samym roku rząd znacznie ograniczył swobodę zgromadzeń i wolności słowa (ustawa o utrzymaniu porządku publicznego).
W 1914 Japonia przystąpiła do I wojny światowej po stronie aliantów, pokonała Niemcy na Dalekim Wschodzie i zajęła ich posiadłości w Szantungu. W 1915 zmusiła rząd chiński do przyjęcia większości z tzw. 21 żądań, które dotyczyły m.in. przyznania Japonii praw do Szantungu, południowej Mandżurii i wschodniej części Mongolii Wewnętrznej. Na mocy traktatu pokojowego Japonia otrzymała prawa poniemieckie w Szantungu oraz: Wyspy Marshalla, Mariany i Karoliny, jako mandat klasy C (terytoria mandatowe). Podczas konferencji pokojowej w Wersalu była traktowana jako jedno z pięciu mocarstw. Wtedy też (22 marca 1919) Japonia uznała niepodległość Polski. Wkrótce też nawiązano oficjalne stosunki dyplomatyczne.
W 1918 Japonia, wraz z państwami Ententy, wzięła udział, w zakończonej fiaskiem, ekspedycji syberyjskiej na rosyjskim Dalekim Wschodzie, w zamiarze stworzenia na Syberii państwa buforowego, chroniącego ją od ideologii komunistycznej.
W latach 1921–1922, wspólnie z: USA, Wielką Brytanią, Francją, Włochami, Belgią, Holandią, Portugalią i Chinami, Japonia uczestniczyła w konferencji waszyngtońskiej i podpisała m.in. następujące traktaty:
- czterech mocarstw o wzajemnym poszanowaniu praw do ich posiadłości na Pacyfiku;
- dziewięciu mocarstw dotyczący Chin, poszanowania ich suwerenności i integralności oraz przestrzegania zasady „drzwi otwartych”;
- dotyczący ograniczenia zbrojeń morskich.

Japonia zrzekła się praw do posiadłości w Shandongu. Podpisanie układów było głównie zasługą dyplomacji Kijūrō Shidehary, rzecznika pokojowej polityki zagranicznej. W 1925 doszło do normalizacji stosunków z ZSRR.

## Okres Shōwa (1926 – 1989)
Okres panowania cesarza Hirohito (Shōwa) można podzielić na trzy podokresy:
- nacjonalizmu i wojny 1926–1945, będący jednocześnie ostatnim podokresem Cesarstwa Wielkiej Japonii, uformowanego w poprzednich okresach: Meiji i Taishō;
- okupacji amerykańskiej 1945–1952;
- powojenny 1952–1989.

W pierwszym podokresie nastąpił wzrost nastrojów nacjonalistycznych. Przyczyną była zła sytuacja gospodarcza, pogłębiona wielkim kryzysem lat 1929–1933. Doprowadziło to do wzrostu społecznego niezadowolenia. Nacjonaliści uznali, że wynika to z przejęcia przez Japonię zbyt wielu elementów kultury Zachodu i naruszenia japońskiego charakteru narodowego (kokutai). Dążyli oni do tzw. restauracji Shōwa (Shōwa-ishin), czyli wzmocnienia władzy cesarza, wyeliminowania złych doradców (m.in. polityków partyjnych, przedstawicieli zaibatsu). Organizowali zamachy, w których zginęło kilkunastu polityków i wojskowych. Uważali też, że Japonia ma do wypełnienia wielką misję dziejową – zaprowadzenia ładu i pokoju w Azji („Azja dla Azjatów”) oraz na świecie.
W 1927 „pokojowego” ministra spraw zagranicznych, Kijūrō Shideharę (1872–1951), zastąpił Gi’ichi Tanaka (1862–1929), zwolennik polityki agresji na kontynencie oraz oddzielenia Mandżurii i Mongolii od reszty Chin jako obszaru specjalnych interesów Japonii. Jednak w 1928 musiał podać się do dymisji z powodu zamachu na marszałka Zhang Zuolina (1873–1928), zorganizowanego w Mandżurii przez Armię Kwantuńską.
Japonia ratyfikowała w 1928 traktat o wyrzeczeniu się wojny (Pakt Brianda-Kellogga) i podpisała w Londynie w 1930 układ dotyczący redukcji sił morskich. Wywołało to krytykę rządu, wzrost nastrojów szowinistycznych i spowodowało dojście do władzy zwolenników ekspansji skierowanej na kontynent.
W 1931 rozpoczęto działania zbrojne w Mandżurii (incydent mandżurski), będącej ważnym źródłem surowców, rynkiem zbytu, a także obszarem, dzięki któremu można byłoby rozwiązać problem przeludnienia Japonii. Mimo protestów Chin i Ligi Narodów, Armia Kwantuńska rozszerzała działania i w marcu 1932 utworzono w Mandżurii marionetkowe państwo Mandżukuo. Ponieważ Liga uznała, że Mandżuria stanowi integralną część Chin, w 1933 Japonia wystąpiła z Ligi Narodów.
W 1936 w rezultacie incydentu z 26 lutego doszło do wzmocnienia militaryzmu japońskiego i siły politycznej armii. W tym samym roku Japonia podpisała z Niemcami pakt antykominternowski.
Prawdopodobnie radzieckie tajne służby doprowadziły w lipcu 1937 do incydentu na moście Marco Polo (pod Pekinem), co stało się bezpośrednią przyczyną wybuchu wojny. W 1937 Japonia rozpoczęła działania zbrojne w Chinach, które przekształciły się w wojnę trwającą do 1945. Do końca 1938 zajęto ważniejsze miasta i linie kolejowe, ale z powodu silnego oporu oddziałów partyzanckich nie objęto kontrolą całych Chin. Na okupowanych terytoriach Japończycy stosowali masowy terror. Brak ostatecznego zwycięstwa w wojnie z Chinami i wcześniejsze porażki Armii Kwantuńskiej w bitwach z wojskami radzieckimi (m.in. walki nad jeziorem Chasan 1938) skłoniły władze Japonii do zmiany kierunku ekspansji, co w przyszłości miało wywołać reakcję USA. Japończycy zorientowali się, że siły radzieckie stawiają po prostu zbyt duży opór.
Zbyt kosztowna wojna w Chinach, porażka w starciach z ZSRR (Nomonhan 1939), brak surowców, głównie ropy naftowej i rud żelaza oraz wojna w Europie wpłynęły na zmianę koncepcji dalszych działań zbrojnych z „marszu na północ” na „marsz na południe”. Postanowiono stworzyć tzw. Wielką Wschodnioazjatycką Strefę Wspólnego Dobrobytu, w której poza Mandżukuo i Chinami znalazłyby się państwa Azji Południowo-Wschodniej.
W 1938 wprowadzono ustawę o mobilizacji, zwiększając kontrolę państwa i wydatki na cele wojskowe. W 1940 rozwiązano partie polityczne i powołano Stowarzyszenie Wspierania Władzy Cesarskiej (Taisei-yokusan-kai, 1940–1945), mające służyć indoktrynacji społeczeństwa.
Japońska ekspansja w Chinach wywoływała sprzeciw USA, spotęgowany zbliżaniem się, z biegiem czasu, Japończyków do amerykańskich ówcześnie Filipin i Guamu. Stany Zjednoczone wspierały walczących z Japończykami Chińczyków i zaczęły zwiększać tę pomoc, co spowodowało przesunięcie się USA do obozu antyjapońskiego.
Rząd Japonii opowiadał się za zbliżeniem z europejskimi mocarstwami faszystowskimi, aby w ten sposób zmusić rząd USA do ustępstw wobec Japonii w sprawie Chin. 27 września 1940 r. podpisano „pakt trzech”, w którym Japonia uznała rolę przewodnią Niemiec i Włoch w tworzeniu nowego ładu w Europie, a Niemcy i Włochy uznały przywództwo Japonii w tworzeniu nowego porządku w Wielkiej Azji Wschodniej. Po porozumieniu z rządem Vichy oddziały japońskie weszły do północnej części Indochin Francuskich. Pomyślnej realizacji „marszu na południe” miał też służyć traktat o neutralności z ZSRR (1941). Po zajęciu przez Japonię południowych Indochin w lipcu 1941 r., Amerykanie wprowadzili m.in. embargo na eksport do Japonii ropy naftowej. Zerwano też negocjacje amerykańsko-japońskie.
13 kwietnia 1941 r. japoński minister spraw zagranicznych podpisał w Moskwie układ o nieagresji z ZSRR. Układ ten był niezwykle korzystny dla Józefa Stalina, gdyż w trakcie wojny z Niemcami mógł ściągnąć z Dalekiego Wschodu wiele dywizji i użyć ich do walk w Europie. Japończycy zaś uzyskali pewność, że w przypadku walk z Amerykanami Rosjanie nie zaatakują z Syberii. Japonia i ZSRR dotrzymały paktu. Po uderzeniu 22 czerwca 1941 r. Niemiec na ZSRR wywiad radziecki potwierdził, że wojska japońskie nie uderzą na Syberię.
W grudniu 1941 r. armia japońska liczyła 1,7 mln żołnierzy. W dniu 7 grudnia 1941 r. atakiem japońskich sił lotniczych na amerykańską bazę w Pearl Harbor na Hawajach rozpoczęła się wojna na Pacyfiku, zwana w Japonii jako wojna w Wielkiej Azji Wschodniej. Początkowo Japonia odnosiła zwycięstwa, zajęła Syjam, Filipiny, Malaje, Indonezję, część Nowej Gwinei, Birmę. Sytuacja zmieniła się gwałtownie po pierwszej klęsce Japonii w bitwie pod Midway (3–5 czerwca 1942 r.). Alianci stopniowo odbierali zdobycze terytorialne Japonii, a wraz z nimi źródła zaopatrzenia w surowce. Do końca 1944 r. zajęli Guadalcanal, Aleuty, Mariany i Filipiny, a następnie 21 czerwca 1945 Okinawę. Od 1944 r. prowadzono bezpośrednie naloty na Japonię.
Mimo zawartego układu o nieagresji z Japonią, przez cały okres II wojny światowej na Dalekim Wschodzie stacjonowało czterdzieści sowieckich dywizji. Na konferencji jałtańskiej Stalin zobowiązał się wobec zachodnich aliantów, że w czasie trzech miesięcy od kapitulacji Niemiec rozpocznie wojnę z Japonią. W zamian miał otrzymać nabytki terytorialne na Dalekim Wschodzie – część Japonii (Wyspy Kurylskie i południowy Sachalin). Pod koniec wojny ZSRR wypowiedział Japonii pakt o neutralności z 1941 r., a wywiad japoński doniósł o transportach ciężkiego sprzętu wojskowego Koleją Transsyberyjską na Daleki Wschód. ZSRR zagroził strategicznym terenom Imperium Japońskiego – Mandżurii i Korei, które stanowiły podstawę japońskiej gospodarki. Wydobywano tam węgiel, rudę żelaza, produkowano elektryczność, stal oraz ponad połowę japońskiego paliwa syntetycznego. Dodatkowo japońskie fabryki, zagrożone amerykańskimi nalotami, zostały przeniesione do Mandżurii. 9 sierpnia 1945 r. rozpoczęła się wojna radziecko-japońska, która jednak całkowicie zaskoczyła Japończyków; nie spodziewali się jej w tak krótkim terminie. Japonia okupowała olbrzymie obszary, które Sowieci zaczęli błyskawicznie zajmować.
Po otrzymaniu trzech potężnych ciosów – zrzuceniu przez Amerykanów bomb atomowych na Hiroszimę (6 sierpnia 1945) i Nagasaki (9 sierpnia 1945) oraz po przystąpieniu ZSRR do wojny przeciwko Japonii, zdecydowano się na bezwarunkową kapitulację, którą podpisano 2 września 1945 (ograniczono terytorium państwa do czterech głównych wysp, Mandżurię i Tajwan przekazano Chinom, Sachalin i Kuryle – ZSRR, Korea odzyskała niepodległość, Okinawa i wyspy Bonin zostały pod okupacją amerykańską).
W 1945 Japonia po raz pierwszy w historii znalazła się pod obcą okupacją. Na czele Dowództwa Sił Sprzymierzonych stanął gen. Douglas MacArthur. Przyjęto zasadę rządów Japończyków, którzy realizowali dyrektywy władz okupacyjnych.
W pierwszym okresie okupacji (1945–1948) zajęto się głównie demilitaryzacją, demokratyzacją i decentralizacją. Rozbrojono armię, zdemobilizowano 6,5 mln żołnierzy, zlikwidowano wszystkie instytucje wojskowe i produkcję na cele wojny. Aresztowano osoby odpowiedzialne za wywołanie i prowadzenie wojny. Trybunał Tokijski (1946–1948) osądził 25 głównych przestępców wojennych. Na karę śmierci skazano 7 osób (w tym generał Hideki Tōjō i były premier Kōki Hirota). Na dożywocie – 16, na krótsze kary więzienia – 2. Pozostałych przestępców sądziły trybunały lokalne.
W ramach demokratyzacji wypuszczono z więzień działaczy lewicowych, powstały związki zawodowe i partie polityczne. Reaktywowano Japońską Partię Socjalistyczną (Nihon Shakaitō) oraz Japońską Partię Komunistyczną (Nihon Kyōsantō). Powstały też ugrupowania konserwatywne: Japońska Partia Postępu (Nihon Shinpotō, 1945–1947), przekształcona w 1947 r. w Japońską Partię Demokratyczną (Nihon Minshutō, 1945–1949, 1954−1955), Japońska Partia Liberalna (Nihon Jiyutō, od 1950 Partia Liberalna Jiyūtō) oraz Japońska Partia Współpracy (Nihon Kyōdōtō, 1945–1946).
W pierwszych powojennych wyborach większość miejsc w izbie niższej zdobyła Japońska Partia Liberalna, a premierem został Shigeru Yoshida. Po kolejnych wyborach w 1947 r. powstał rząd koalicyjny z socjalistą Tetsu Katayamą na czele. Rok później zastąpił go Hitoshi Ashida z Japońskiej Partii Demokratycznej. W 1948 roku z połączenia Japońskiej Partii Liberalnej i rozłamowców z Partii Demokratycznej powstała Partia Liberalno-Demokratyczna. Zreformowano system edukacji, wprowadzono rozdział religii od spraw państwowych. W maju 1947 weszła w życie demokratyczna Konstytucja Japonii. Przeprowadzono reformę rolną.
Po 1948 z powodu nasilającej się zimnej wojny, powstania ChRL oraz wojny koreańskiej nastąpiła zmiana polityki władz okupacyjnych, gdyż tylko Japonia mogła być sojusznikiem USA na Dalekim Wschodzie. Podstawą dalszych reform stała się odbudowa gospodarcza i rehabilitacja Japonii. Amerykanie wprowadzili politykę deflacyjną, ograniczyli reparacje wojenne, udzielili pomocy finansowej i technologicznej, zrezygnowali z likwidacji zaibatsu (przekształcono w keiretsu). Zakończono czystkę, a partie polityczne zasilili rehabilitowani i wypuszczeni z więzień konserwatywni przedwojenni politycy. W 1949 władzę przejęli konserwatyści, a premierem został ponownie Yoshida. Utworzono Narodową Rezerwę Policji, którą w 1952 przekształcono w Siły Bezpieczeństwa Narodowego, a w 1954 w Japońskie Siły Samoobrony.
Okupacja zakończyła się w 1952, kiedy wszedł w życie traktat pokojowy, podpisany rok wcześniej w San Francisco przez Japonię, USA oraz 47 innych państw. Traktatu nie podpisał ZSRR oraz inne państwa bloku sowieckiego, w tym Polska (polsko-japońskie stosunki dyplomatyczne wznowiono w lutym 1957 r.). Japonia i USA zawarły także układ o bezpieczeństwie, gwarantujący stacjonowanie na wyspach wojsk amerykańskich.
Na początku trzeciego podokresu (1952–1989), dzięki pomocy USA, Japonia weszła na drogę szybkiego wzrostu gospodarczego i zaczęła odzyskiwać równoprawną pozycję na arenie międzynarodowej. Sprzyjała temu stabilizacja władzy po konsolidacji w 1955 partii konserwatywnych i powstaniu Partii Liberalno-Demokratycznej (PLD) oraz zjednoczeniu dwóch odłamów Japońskiej Partii Socjalistycznej (JPS). Powstał układ sił, zwany „systemem 1955 roku”, w którym PLD była partią rządzącą, a JPS pozostawała w opozycji.
Już w 1953 r. Japonia pod względem wartości PKB wyprzedziła Włochy, następnie Francję i Wielką Brytanię (1966) oraz RFN (1967) i stała się trzecią, po USA i ZSRR, potęgą gospodarczą świata. Na początku lat 70. szybki wzrost gospodarczy uległ pewnemu zahamowaniu, m.in. w wyniku kryzysu paliwowego w 1973 r. W latach 80. Japonia stała się głównym wierzycielem świata. Wysoka nadwyżka eksportowa (1986, 100 mld USD), doprowadziła jednak do pogorszenia stosunków z USA, które są jej głównym partnerem.
W 1960 podpisano nowy układ o bezpieczeństwie, gwarantujący Japonii ochronę militarną wraz z tzw. parasolem nuklearnym i zezwalający na dalsze stacjonowanie wojsk amerykańskich na wyspach. Dzięki poparciu USA 10 września 1955 Japonia została przyjęta do GATT (obecnie od 1 stycznia 1995 r. członek WTO), a po nawiązaniu stosunków dyplomatycznych z ZSRR (1956) – do ONZ. Negocjacje w sprawie traktatu pokojowego z Rosją nie zostały zakończone z powodu sporu o cztery południowe Wyspy Kurylskie (w nomenklaturze japońskiej: Terytoria Północne).
W latach 60. Japonia, dzięki przekroczeniu założeń planu premiera Ikedy, polegającego na podwojeniu dochodu narodowego, wzmocniła w sposób zasadniczy swoje znaczenie na arenie międzynarodowej i dążyła do zwiększenia roli politycznej. Dużą rolę w tym procesie odegrał premier Eisaku Satō, który doprowadził do normalizacji stosunków z Republiką Korei w 1965 oraz odzyskania okupowanych przez Amerykanów wysp: Bonin (1968) i Ogasawara (1968). W 1972 Japonia odnowiła stosunki dyplomatyczne z Chinami, a w 1978 podpisała z nimi układ o pokoju i przyjaźni. Po wypłaceniu w latach 50. odszkodowań wojennych niektórym państwom azjatyckim (Birma, Filipiny, Indonezja, Wietnam), w latach 60. Japonia zaczęła zacieśniać kontakty z państwami Azji Południowo-Wschodniej, wspierając ich rozwój ekonomiczny.
Lata 70. to okres dalszego wzrostu gospodarczego oraz likwidacja większości problemów związanych z ochroną środowiska. W 1972 roku do Japonii powróciły: Okinawa (1972) i wyspy Riukiu. W 1979 roku profesor Ezra F. Vogel z Uniwersytetu Harvarda opublikował książkę pt. „Japan as Number One: Lessons for America”, w której opisał skuteczność japońskiego systemu społecznego i gospodarczego.
Dekada lat 80. przyniosła neonacjonalizm a koalicja rządu i biznesu zwracała przede wszystkim uwagę na wzrost gospodarczy na świecie. Pod koniec lat osiemdziesiątych doszło do skandali z udziałem japońskich polityków. Zmiany w polityce Japonii nie wywołała nawet zmiana cesarza w 1989 roku. W 1990 roku doszło do załamania gospodarki (spowodowane pęknięciem bańki spekulacyjnej), które spowodowało zmianę stosunku Japonii do struktur zachodnich.

## Okres Heisei (1989 – 2019)
Okres Heisei to lata panowania cesarza Akihito. Od początku lat 90. Japonia walczy z nowymi problemami politycznymi, gospodarczymi i społecznymi, a skandale w sferach rządzących są bezpośrednią przyczyną częstej zmiany gabinetów. Poważnym zachwianiem na scenie politycznej było pozbawienie władzy PLD w 1993. Po 38 latach ustawicznego przywództwa musiała ona na pewien czas pogodzić się z pełnieniem roli opozycji. Początek lat 90. przyniósł wzrost cen, a kraj pogrążył się w recesji osiągając w jednym z kwartałów 1997 -11%.
W 1992 zmieniono prawo, dopuszczając wysyłanie Japońskich Sił Samoobrony na obszary objęte wojną jeśli nie wezmą bezpośredniego udziału w walkach. W 2003 zezwolono na udział wojsk Sił Samoobrony w wojnie i stabilizacji Iraku.
W 1995 potężne trzęsienie ziemi w Kobe pochłonęło ponad 5 tys. ofiar śmiertelnych. W tym samym miał miejsce atak w tokijskim metrze z użyciem sarinu, ze strony Aum Shinrikyō.
W 1998 japońskie miasto Nagano było organizatorem XVIII Zimowych Igrzysk Olimpijskich.
W 2002 Japonia wspólnie z Koreą Południową była współorganizatorem Mistrzostw Świata w Piłce Nożnej.
W 2009 Partia Liberalno-Demokratyczna ponownie straciła władzę.
W 2011 w Tōhoku miało miejsce kolejne, bardzo silne trzęsienie ziemi, które pochłonęło 15 893 ofiary śmiertelne
Japonia kontynuuje politykę zagraniczną z ostatnich dekad okresu Shōwa. Najważniejszym jej sojusznikiem pozostają nadal Stany Zjednoczone, a współpraca gospodarcza koncentruje się na państwach Azji-Pacyfiku. Region ten jest głównym dostawcą surowców dla Japonii, konsumentem jej towarów i celem inwestycji.
Japonia utrzymuje stabilne stosunki z państwami Europy Zachodniej i stopniowo wchodzi na rynki Europy Wschodniej i Środkowej. Inwestuje również w Polsce (Isuzu Motors, NSK, Toyota, Sharp, Sumitomo). Dąży do zawarcia traktatu pokojowego z Rosją. Od początku okresu Heisei Japonia nieprzerwanie notuje ujemny przyrost naturalny i wzrost średniej długości życia.

## Okres Reiwa (od 2019)
Okres Reiwa określa czas rządów następcy tronu księcia Naruhito.
W 2020 kraj nawiedziła pandemia COVID-19, która spowodowała rekordowy spadek aktywności gospodarczej oraz przeniesienie Letnich Igrzysk Olimpijskich na 2021 rok.

## Okresy w historii Japonii
- Mudoki (do XII tysiąclecia przed naszą erą)
- Jōmon 縄文 (od XII tysiąclecia p.n.e. do ok. 400 przed naszą erą)
- Yayoi 弥生 (od ok. 400 przed naszą erą – do ok. 250 naszej ery)
- Yamato 大和 (250-710)
  - Kofun 古墳 (250-538)
  - Asuka 飛鳥 (538-710)
- Nara 奈良 (710-794) – nazwa okresu wzięła się od ówczesnej stolicy Japonii – Nara
- Heian 平安 (794-1185) – czas dominacji rodu Fujiwara, pod koniec następuje spadek znaczenia rodu Fujiwara, następuje wojna rodów Minamoto i Taira
- Kamakura 鎌倉 (1185-1333) – czas rządów siogunów z rodu Minamoto
- Muromachi 室町 (1333-1568)
- Azuchi-Momoyama 安土桃山 (1568-1600)
- Edo 江戸 (1600-1868) – okres rządu siogunów z rodu Tokugawa w Edo
- Japonia współczesna
  - Meiji 明治 (1868–1912) – okres rządów cesarza Meiji
  - Taishō 大正 (1912–1926) – okres rządów cesarza Taishō
  - Shōwa 昭和 (1926–1989) – po II wojnie światowej cesarze ponownie utracili realną władzę w Japonii
  - Heisei 平成 (1989–2019) – czas rządów cesarza Akihito
  - Reiwa 令和 (od 2019) – czas rządów Naruhito